# Revuelta bohemia
La revuelta bohemia fue una rebelión de un grupo de nobles protestantes contra la casa de Habsburgo por el control de la Corona Real de Bohemia, que se inició en 1618 y que fue reprimida dos años después. No obstante, pese a su brevedad, este evento fue significativo para la historia de Europa central, ya que la internacionalización de lo que inicialmente fue un conflicto interno en los dominios de los Habsburgo, luego desembocó en la sangrienta guerra de los treinta años.
El deseo de los Habsburgo de aumentar su dominio se vio representado en el impulso que dieron en ellos a la contrarreforma sobre sus dominios, cuya nobleza hasta entonces era mayormente protestante; la proclamación del archiduque Fernando de Estiria como Rey de Bohemia en 1617 fue disputada por los nobles protestantes, que temían su conocido fervor católico, y como símbolo de repudio, planificaron la defenestración de Praga de 1618. Esperando contar con el apoyo de la Unión Protestante e incluso de Inglaterra, los bohemios coronaron al príncipe elector Federico V del Palatinado y fueron prontamente declarados rebeldes por Fernando, quien para entonces ya había sido elegido Emperador del Sacro Imperio. Con el apoyo de España, también gobernada por los Habsburgo, y de la Liga Católica, liderada por el duque Maximiliano de Baviera, las fuerzas imperiales lograron derrotar a los rebeldes en la decisiva batalla de la Montaña Blanca en 1620, y retomaron el control de las provincias bohemias. Luego procedieron contra las tierras de Federico, quien huyó a las Provincias Unidas, que estaban en guerra contra España y proporcionó asistencia a los protestantes germanos.
Aunque historiadores del período de entreguerras han interpretado esta revuelta como una manifestación temprana del nacionalismo checo frente el imperialismo alemán, esto es un anacronismo, ya que los rebeldes fueron movidos principalmente por un sentido de corporativismo aristocrático frente a las pretensiones de los Habsburgo de centralizar el poder y reafirmar su autoridad en sus posesiones, utilizando el catolicismo como medida de lealtad de sus vasallos.

## Antecedentes

### Breve introducción al Imperio
Para 1618, el Sacro Imperio Romano era un estado "multiétnico, multilingüe y multiconfesional" que aunque estaba centrado en Alemania, también cubría a los territorios comprendidos por la actual Benelux, Suiza, República Checa y Austria, y parte oriental de Francia, el norte de Italia, y parte occidental de Hungría, Eslovenia y Polonia. Alguna vez catalogado de "monstruosidad" por el historiador Samuel Pufendorf, el profesor T.C.W. Blanning consideró que para poder entender al Imperio, había que "amar lo anómalo". Descrito como una mezcla de una república federal con una monarquía electiva, su compleja estructura jerarquizada estaba ligada a sus raíces feudales, donde, aunque el Emperador se encontraba en la cima de este sistema de vasallaje, no podía interceder directamente en cualquier territorio, sino que sus derechos y obligaciones estaban estipulados en una Constitución tan compleja, que el jurista Johann Jakob Moser tuvo que publicar un centenar de volúmenes para describirla.
El Imperio contaba con una Dieta Imperial a la que el Emperador debía acudir para pasar una ley o incluso para solicitar impuestos, ya que en ese momento los impuestos a nivel imperial no eran recolectados regularmente, sino para un propósito en particular. La Dieta estaba compuesta por tres grupos: el de los príncipes electores, el de los príncipes imperiales y el de las Ciudades Imperiales Libres. Los electores eran los más importantes y de rango más elevado, solamente existían siete de ellos, y como su nombre lo indica, solamente estos príncipes tenían derecho a elegir al Emperador del Sacro Imperio, tal como había sido estipulado en la Bula de Oro de 1356; un sexto de la población del Imperio vivía bajo su mandato. Luego le seguían los príncipes imperiales, que al igual que los electores, respondían directamente al emperador; todos los títulos de príncipes imperiales estaban ligados a unos correspondientes Estados Imperiales, por lo que si un príncipe los perdía, también perdía el título y el respectivo voto en la Dieta; de la misma manera, al adquirir nuevos Estados Imperiales, un príncipe también podía acumular más títulos y votos, e incluso fracciones de votos, al adquirir un Estado Imperial particionado. Los príncipes, incluyendo a los electores, se dividían en dos grupos, los laicos y los espirituales; los primeros (duques, landgraves y margraves) eran nobles que recibían sus territorios por medio de herencias o compras, sujetos nominalmente a la aprobación del Emperador; los segundos (obispos y arzobispos) eran electos por los canónigos de las catedrales o abadías más importantes del territorio, y además de la aprobación del emperador, también debían contar con la del papa. Las Ciudades Imperiales Libres, también contaban con inmediación imperial, pero carecían de un príncipe o señor que las gobernase, aunque su soberanía podía ir más allá de sus fronteras urbanas, algunas llegando a controlar la provincia que las rodeaba. En total, unos 310 Estados y 80 Ciudades Libres contaban con el derecho de recaudar sus propios impuestos, tener su propio gobierno, formar sus propios ejércitos y escribir sus propias leyes, convirtiéndose efectivamente en unos Estados casi independientes.
Esto no significaba que los príncipes fueron señores absolutos de sus territorios, la estructura jerarquizada del Imperio continuaba más abajo en muchos territorios. Los llamados Estados eran instituciones que podían reunirse en su propia Dieta, donde podían negar impuestos a su príncipe, e incluso enviar emisarios a otros príncipes o al Emperador. Lejos de intentar representar a la población como los parlamentos modernos, los Estados representaban a grupos corporativos de una sociedad feudal, y por lo tanto solían estar divididos en el clero, la nobleza y los burgueses.

### Los Habsburgo

Dominios de los Habsburgo austríacos al inicio de la revuelta, en azul se muestran las provincias del Reino de Bohemia, epicentro de la misma; no se muestra el Ducado de Lorena, ni el Reino de Hungría.

Para el inicio de la revuelta, los Habsburgo eran los mayores terratenientes de Europa. La coronación de Federico III de Habsburgo como Emperador a mediados del siglo XV, aumentó el prestigio de su dinastía, pero no fue hasta 1477 cuando los Habsburgo empezaron a acumular territorios a gran velocidad mediante matrimonios estratégicos. Para 1556, el Emperador Carlos V de Habsburgo (Carlos I de España) controlaba Austria, Bohemia, Hungría, España, así como los ducados del Franco Condado y Borgoña en Francia (que incluía a los Países Bajos), y los de Nápoles y Milán en Italia. La tarea de gobernar territorios tan extensos de manera centralizada superó al Emperador, quien para solventar este problema, creó dos ramas en la familia antes de morir: la austríaca, encabezada por su hermano Fernando I de Habsburgo, quien fue coronado Emperador; y la española, encabezada por su hijo Felipe II de España, quien fue coronado Rey de este país ibérico.
Con la muerte de Fernando en 1564, los territorios austríacos fueron divididos aún más entre sus hijos, que llevaban el título de archiduques: su hijo mayor, Maximiliano II, heredó la corona de Bohemia y Hungría, así como dos provincias austríacas y luego fue elegido Emperador; Fernando II heredó la provincia austríaca de Tirol y parte de Alsacia; y su hijo menor, Carlos II, heredó cinco provincias austríacas conocidas colectivamente como Estiria, en referencia a la más poblada de ellas.
Los Habsburgo tuvieron muchos problemas para consolidar su autoridad en Hungría; al morir el rey húngaro Luis II en la Batalla de Mohács contra los otomanos, se extinguió su dinastía, y los Habsburgo no dudaron en reclamar la Corona húngara de San Esteban, usando el matrimonio del entonces Emperador Fernando I con Ana Jagellón, hermana de Luis II. No obstante, algunos nobles magiares se negaron a reconocer este traspaso hereditario, y eligieron a su propio rey. En 1541, los otomanos capturaron gran parte de Hungría, y en 1570 crearon el Principado de Transilvania, donde ubicaron al antirrey húngaro, quien desde entonces gobernó solamente como príncipe; de esta manera, Transilvania se convirtió en un Estado vasallo ante el Imperio Otomano, quedando Hungría efectivamente dividida en tres partes: una con control Habsburgo, otra con control Otomano y una última tributaria y vasalla (Transilvania). Sin embargo, los príncipes transilvanos siempre mostraron una predisposición a intentar arrebatar la Corona de Hungría a los Habsburgo. La revuelta bohemia se convertiría en una oportunidad única para que el príncipe transilvano de entonces, Gabriel Bethlen, debilitara el control de los Habsburgo sobre la corona húngara y explica el apoyo intermitente que el primero dio a los rebeldes.
No solo en Hungría los archiduques tuvieron problemas para gobernar sus territorios, en Bohemia y en Austria, la mayoría de sus súbditos vivían en tierras no controladas directamente por ellos, y entonces tenían que lidiar con los Estados locales para recolectar los impuestos de estos territorios, necesarios para cubrir gastos de administración cada vez mayores, propios de un gobierno central. No obstante, debe aclararse que estas instituciones nunca intentaron competir con sus gobernantes en ejercer el poder real, dejando la iniciativa política a los últimos, pero sí intentaron limitar el alcance de sus políticas y leyes, en caso de que afectasen los intereses corporativos y hasta individuales de algún noble influyente. El surgimiento del protestantismo en los territorios de los Habsburgo creó tensión entra esta relación de Gobierno-Estados y fue uno los detonantes de la revuelta bohemia.

### Los problemas de la Paz de Augsburgo

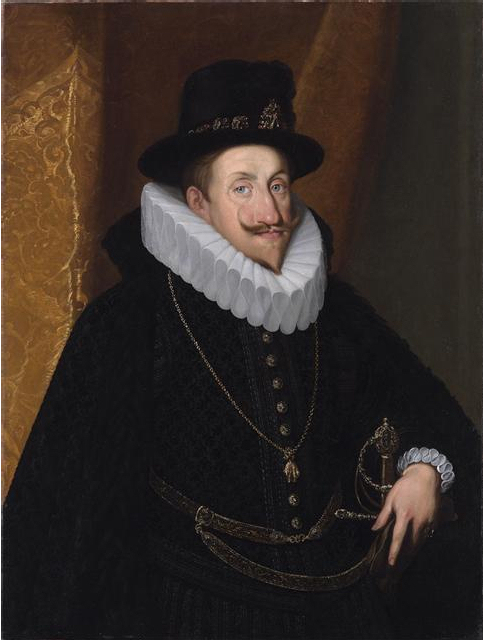
Fernando de Estiria, futuro Emperador Fernando II, impulsó la reforma contraprotestante en sus territorios, y luego procedió a hacer lo mismo al ser electo Rey de Bohemia.

La Reforma Protestante, originada en 1517, encontró un obstáculo insalvable cuando el emperador Carlos V ordenó detener la propagación del luteranismo en 1529. Entonces, varios príncipes luteranos, liderados por el elector Juan de Sajonia, publicaron la Protesta de Espira, oponiéndose a Carlos V, y obteniendo el nombre de protestantes. El conflicto entre católicos y luteranos pronto desembocó en una guerra civil en el Imperio, y aunque los últimos fueron derrotados en la Batalla de Mühlberg en 1547, la paz no llegó, y finalmente ambos bandos firmaron la Paz de Augsburgo en 1555, que puso fin al conflicto militar.
Lejos de ser un acuerdo religioso, la Paz de Augsburgo era principalmente un amplio paquete de reformas constitucionales. Los llamados artículos religiosos, que eran minoría en el documento, no intentaban definir a las dos religiones aceptadas, el catolicismo y el luteranismo, sino que pretendían crear un marco legal para que ambas coexistiesen y no se aplicasen las leyes anti-herejía contra los protestantes. El principio de cuius regio, eius religio no fue agregado en su forma final sino hasta décadas después, siendo inicialmente una autoridad que el príncipe podía usar para proteger su religión en sus territorios. Aunque Carlos V estaba retirado, Fernando I tuvo que mantener la Paz de Passau firmada por su hermano en 1552, bajo la cual permitía que los príncipes luteranos conservasen los territorios de la Iglesia Católica que habían confiscado e integrado en sus iglesias luteranas. No obstante, bajo presión católica, Fernando también insertó el principio de reservatum ecclesiasticum, mediante el cual si de ahora en adelante un príncipe de un territorio eclesiástico se convertía al luteranismo, debía entregar su diócesis; este principio no fue aceptado por los protestantes, quienes no sentían que debían cumplirlo, al haber sido impuesto sin aprobación de la Dieta. La cuestión de las minorías confesionales fue otro asunto que no obtuvo una solución consensuada, al final, bajos los ambiguos términos de la Paz, los católicos consideraron que el príncipe tenía la prerrogativa de expulsar a los que profesaban otras religiones.
Los católicos consideraron a la Paz como una pausa táctica en su lucha contra el luteranismo, intentando contenerlo hasta que sus militantes regresasen a la "verdadera fe". De acuerdo a ellos, el Concilio de Trento realizó las reformas solicitada por los protestantes, y a partir de entonces, los príncipes católicos debían tomar medidas en sus territorios para que el Imperio fuese de nuevo un Estado uniconfesional. Los protestantes al principio no supieron como reaccionar ante esta amenaza, Martín Lutero había señalado que la lealtad a los príncipes tenía precedencia a la del Emperador, ya que este último era electo por los primeros, mientras que estos eran electos por Dios, no obstante, estas ideas fueron rechazadas por la mayoría de los protestantes germanos; las cosas cambiarían cuando los Habsburgo iniciasen un ambicioso programa de recatolización en sus territorios.
Desde Augsburgo, los archiduques Habsburgo habían estado realizando concesiones religiosas ante los Estados, de mayoría protestante, para poder recolectar impuestos; en 1578, el archiduque Carlos II de Estiria, agobiado de deudas por defender la frontera de los otomanos, tuvo que ceder de tal manera ante los protestantes, que el Papa Gregorio XIII lo excomulgó; Carlos se reunió entonces con su hermano, Fernando del Tirol, y su cuñado, Guillermo V de Baviera, y juntos elaboraron un programa de medidas políticas para detener el avance del protestantismo en sus territorios, y afianzar así mismo el control sobre los Estados. El mismo consistía en mantener las concesiones ante los luteranos, no obstante, bajo una interpretación católica muy rígida, anulando cualquier avance protestante que no estuviese estipulado explícitamente. De esta manera, los príncipes católicos harían valer sus derechos sobre los territorios bajo su directa jurisdicción, apartando de la administración a protestantes, cuya fidelidad política era ahora puesta en duda, y premiando a católicos en cuanto sea posible con cargos y tierras de familias que se hubiesen extinguido.
Aunque el programa fue aplicado tímidamente por quienes lo elaboraron, el sucesor de Carlos II, Fernando de Estiria (futuro Fernando II), lo revivió en 1598 en sus territorios; haciendo uso de su poder político, obligó a sus Estados a aceptar un representante católico, cuya misión era bloquear movimientos anti-Habsburgo; desde 1599, empezó a expulsar maestros y pastores protestantes de los pueblos bajo su control; los Estados respondieron reteniendo los impuestos en dos ocasiones, y algunos nobles amenazaron con emigrar, pero luego cedieron ante la inflexibilidad de su príncipe.
Todas estas medidas, políticas más que religiosas, aunque exitosas en lograr la conversión de la nobleza al catolicismo, también sirvieron para alienar a protestantes que hasta entonces habían sido leales a los archiduques, especialmente en Bohemia, donde los católicos eran una evidente minoría.

### Bohemia en el Imperio
Para el inicio de la revuelta, Bohemia era el electorado más grande y más poblado del Imperio con 1.4 millones de habitantes distribuidos en 56.000 km². Conformada por cinco provincias (Bohemia, Moravia, Silesia, la Alta Lusacia y la Baja Lusacia), cada una contaba con su propia Dieta y sus propias leyes. La provincia de Bohemia había sido elevada al rango de reino en 1212 mediante la Bula de Oro de Sicilia, con la incorporación de las otras cuatro como estados vasallos, y por lo tanto clamaba predominancia sobre las demás, prohibiéndoles incluso que participaran en la elección del monarca.
Con la muerte del rey Luis II de la dinastía Jagellón en 1526, la corona de Bohemia había pasado a manos del emperador Fernando I de Habsburgo, quien tuvo que ser proclamado electo por los Estados locales, a pesar de que su dinastía consideraba la corona un derecho hereditario. Esta situación se mantuvo hasta 1617, cada vez que un Habsburgo asumía la corona de Bohemia, lo hacía alegando haberla heredado, pero los Estados siguieron insistiendo en elegir a su monarca, aunque en la práctica el resultado era el mismo.
La provincia era muy importante para los Habsburgo, el Rey de Bohemia no solo obtenía un voto en la elección del Emperador del Sacro Imperio Romano Germánico, sino que los impuestos recolectados por ellos allí cubrían la mitad de los gastos de la administración del Imperio. Luego de la reforma protestante, el catolicismo había sido fuertemente reducido en Bohemia y Moravia, cuya presencia entre la población era de 15% y 35% respectivamente. Preocupados en afianzar su control en sus Estados, los Habsburgo promocionaron entonces activamente un reavivamiento católico a partir del 1600, al asociarlo a la lealtad política de sus súbditos. Gracias a la extinción de varias dinastías bohemias, la corona bohemia en manos de los Habsburgo y la Iglesia católica fueron capaces de adquirir más territorio, que fue transferido a familias nobles católicas, logrando aumentar la proporción de estos en Bohemia, que para 1610 llegaban al 20%. Los nuevos terratenientes, militantes del catolicismo y muchos de ellos conversos, beneficieron entonces fuertemente a su correligionarios, excluyendo a los protestantes de la administración; por ejemplo, para 1594, los cargos claves del gobierno en Moravia se encontraban en manos protestantes, pero una década después la predominancia católica era clara. Aunque durante años los luteranos bohemios habían sido aliados de los católicos por temor al radicalismo calvinista, estas políticas discriminatorias condujeron a una polarización en bandos religiosos; muchos protestantes que hasta entonces habían sido leales al Emperador empezaron a cuestionarlo, al sentirse marginados de los favores de la corte.

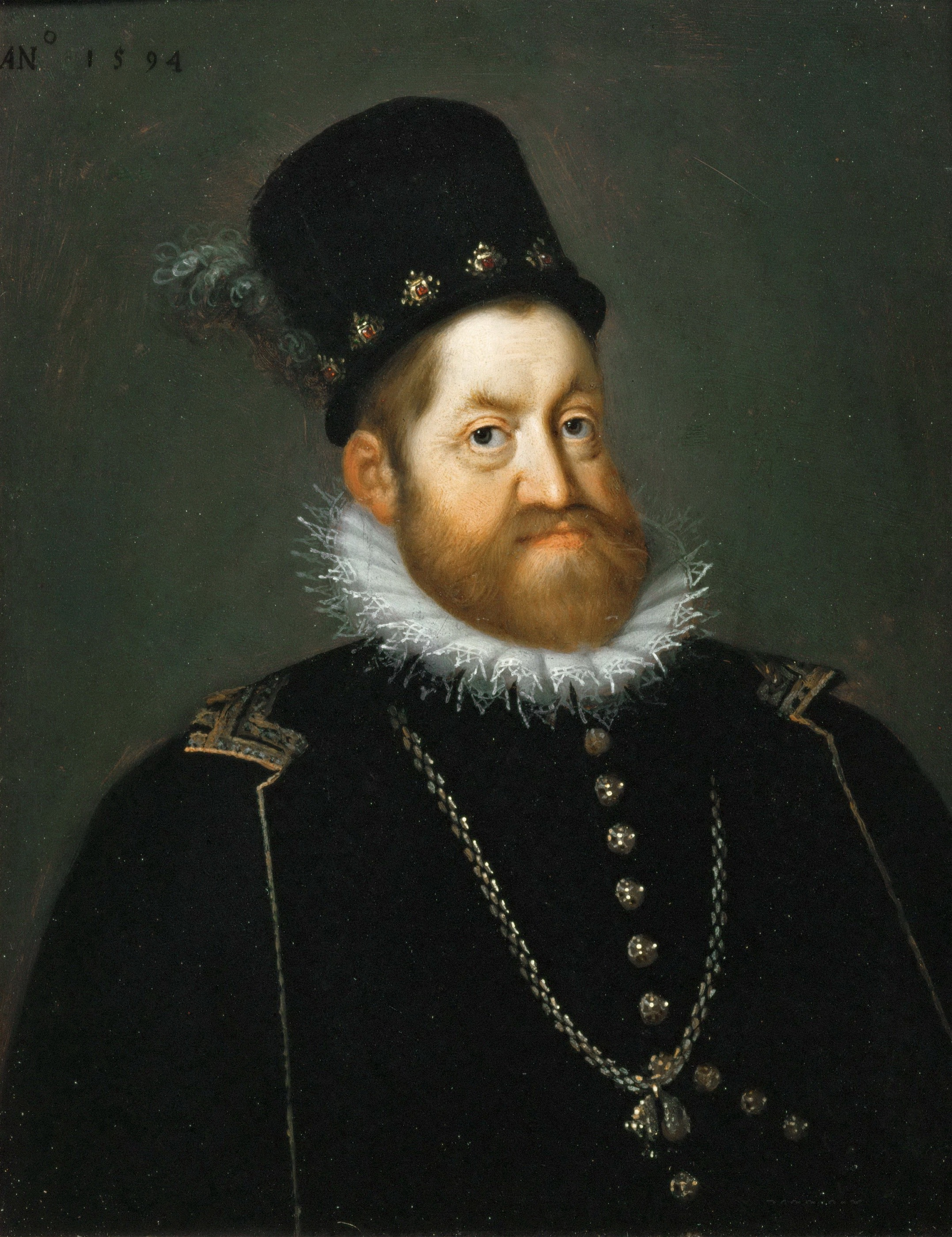
El gobierno del emperador Rodolfo II de Habsburgo se caracterizó por el debilitamiento de la autoridad de los Habsburgo frente a la autonomía de sus Estados.

La Guerra larga de 1593 de los Habsburgo contra los otomanos representó una oportunidad para unir a las diferentes religiones cristianas en el Imperio contra un enemigo común. Sin embargo, el fracaso de esta campaña minó la gobernabilidad del emperador Rodolfo II, incluso dentro de su misma familia; en 1608, su hermano Matías de Habsburgo conspiró abiertamente contra él con el apoyo militar de los Estados de Hungría, Moravia y Austria, obligando a Rodolfo a hacer grandes concesiones religiosas a los Estados de Bohemia y Silesia, liderados por el conde Enrique Matías Thurn, a través de un documento conocido como la Carta de Majestad, como condición de que se quedasen a su lado. Matías no pudo quedarse atrás, y tuvo que hacer concesiones similares a los Estados, de mayoría protestante, que lo apoyaban. No obstante, en 1611, Matías logró hacerse con la corona de Bohemia, con apoyo luterano, y al año siguiente fue elegido Emperador luego de la muerte de su hermano.
La debilidad de Rodolfo había detenido momentáneamente las reformas católicas en los Estados, pero el gobierno de Matías, bajo el liderazgo del obispo Melchior Klesl, las retomó con vigor. Una vez más los protestantes se vieron marginados de trabajos en la administración imperial, en la Baja Austria po ejemplo, el 58% de los nobles católicos trabajaban allí, comparado con el 13% de los protestantes; sumado al hecho de que el número de familias nobles sin tierras era cada vez mayor, la seguridad que estos trabajos bridaban no era desdeñable. Los bohemios se vieron además carentes de autoridad ejecutiva en sus tierras, ya que esta última fue otorgada a los Regentes, diez representantes seleccionados por los Habsburgo. Los protestantes bohemios, liderados por el conde Thurn, procedieron entonces a manifestar su descontento contra estos últimos, ya que aún no se atrevían a desafiar abiertamente al Emperador, a pesar de que se sentían traicionados por él. Ante la próxima muerte de Matías, el clima de descontento entre los nobles bohemios empeoró luego de que ellos mismos eligieran el 29 de junio de 1617 a Fernando de Estiria como nuevo Rey de Bohemia, ya que a pesar de que antes de la elección habían recibido confirmación de que Fernando respetaría las concesiones de Rodolfo, en la práctica no lo apreciaron así. Se convocó entonces a una asamblea de nobles en marzo de 1618, con reducida asistencia, donde solicitaron que Fernando respatara lo acordado en 1609. La reacción imperial provino de Klesl, a través de una dura respuesta que fue entregada por los Regentes. Thurn y sus seguidores se reunieron de nuevo en mayo, esta vez con mayor concurrencia, y desafiaron abiertamente a los Regentes, que les habían pedido que se dispersaran, es entonces que Thurn declaró que deberían arrojar a estos últimos por la ventana, "como es costumbre", en clara alusión a la primera defenestración de Praga.

## La revuelta

### La revuelta y la Confederación

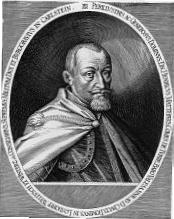
El conde Enrique Matías Thurn lideraba el ala radical de la Revuelta Bohemia.

El 23 de mayo de 1618, Thurn y sus hombres subieron al castillo de Praga donde encontraron a cuatro Regentes, dos fueron liberados, pero Vilém Slavata y Jaroslav Borita von Martinitz fueron arrojados de cabeza por una ventana del tercer piso, junto con un escriba. Sorprendentemente, los tres no solo sobrevivieron, sino que pudieron escapar y alertar a las autoridades imperiales.
La respuesta de los Habsburgo fue de indignación ya que consideraban que Klesl había cedido ante todas las demandas bohemias, lo que provocó que fuera arrestado. Con pocos recursos, ambos bandos buscaron ayuda fuera de las tierras imperiales en vano. España y el papa Paulo V, no consideraron seria la amenaza bohemia, y no apoyaron con recursos a Fernando y Matías. El duque Elector Juan Jorge de Sajonia, aunque luterano, fue contactado por el Emperador, pero el primero quería resolver la crisis mediante negociaciones. Los rebeldes tuvieron peor suerte, ya que hasta la dieta de Moravia se mostró reluctante en enviar recursos y hombres.
Sin apoyo externo, de todas maneras los rebeldes bohemios iniciaron la ofensiva con un ejército de 12.000 hombres bajo el mando de Thurn, a los que luego se unieron 2.000 mercenarios suizos al mando del conde Ernesto de Mansfeld, pagados por el duque Carlos Manuel de Saboya; posteriormente Silesia mandó 3.000 hombres bajo el mando del márgrave de Jägerndorf, el duque Juan Jorge de Hohenzollern. Superados numéricamente, los 14.200 soldados imperiales bajo el mando del Conde de Bucquoy, Carlos Buenaventura de Longueval, tuvieron que abandonar su marcha directa a Praga, y esperar refuerzos en Budweis y Krems, donde pasaron el invierno.
Mientras tanto, la Unión Protestante se había reunido en octubre en Rotemburgo, donde su presidente, el príncipe elector Federico V del Palatinado intentó en vano convencer a los otros miembros de apoyar la revuelta. Aparentemente el joven príncipe no estaba al tanto que su canciller, el duque Cristián de Anhalt-Bernburg, había estado enviando embajadores a Thurn con la idea de conseguirle la corona de Bohemia. Los otros líderes protestantes sí se habían percatado de estos movimientos, y no estaban dispuestos en unirse a una rebelión que aparentemente solamente beneficiaría a Federico.

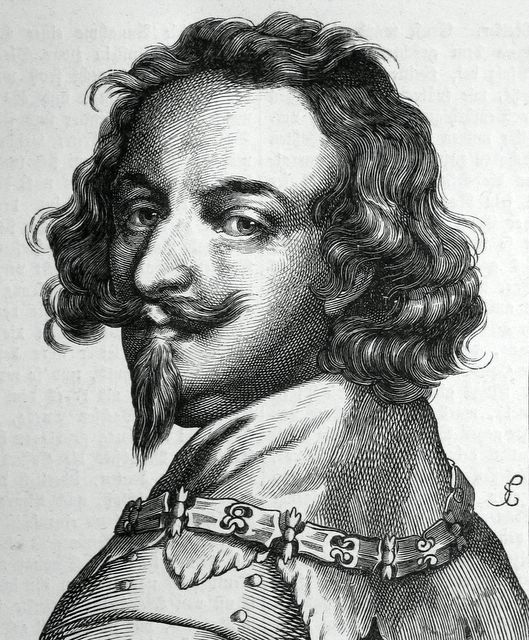
El conde Ernesto de Mansfeld, figura militar clave en la revuelta, luego contribuyó a propagar la guerra en el norte del Imperio.

El 20 de marzo de 1619, el emperador Matías muere finalmente y Austria pasa al control nominal de Fernando, quien ofrece una amnistía general a los rebeldes, quienes la rechazan. El 18 de abril, Thurn avanza con nueve mil hombres contra Moravia, donde se refugiaba un regimiento de 1.300 valones al mando del coronel Albrecht von Wallenstein, aprovechando la declaración de neutralidad morava. Aunque los rebeldes ocupan Moravia sin problemas, no logran evitar que Wallenstein escape y tampoco logran que la Dieta morava se les una. Al no obtener el apoyo esperado de esta última, el conde Thurn decide buscar el apoyo de los protestantes austríacos, y lleva diez mil hombres a las afueras de Viena el 5 de junio, donde en vano espera una señal de nobles protestantes, quienes debían entregarle la ciudad, ya que no contaba con artillería para sitiar una ciudad tan fortificada. Por su parte, las fuerzas de Fernando van siendo reforzadas alrededor de la ciudad y llegan a los cinco mil efectivos. Con sus líneas de abastecimiento comprometidas, Thurn es obligado al retirarse el 12 de junio, y la quinta columna protestante de Viena también huye de la ciudad.
Simultáneamente a los hechos en Viena, el 10 de junio las fuerzas bohemias sufren una derrota cerca de Záblatí, cuando Bucquoy logra arrinconar a Mansfeld junto con tres mil hombres en una pequeña villa; aunque el conde logra escapar para reunirse con los comandantes Thurn y Hohenlohe, el sur de Bohemia ahora está en manos de las fuerzas imperiales. Estos reveses bohemios llegan en buen momento para el archiduque Fernando, ya que el 10 de julio seis de los siete príncipes electores se reúnen para escoger al nuevo emperador; el único ausente fue el rey de Bohemia, ya que ante la revuelta, los demás electores no permiten que Fernando ocupase este lugar. No obstante, ante la falta de un oponente serio, Fernando es electo Emperador del Sacro Imperio Romano el 28 de agosto, sucediendo a su hermano Matías.
Mientras se realizaba la elección imperial, nobles de las cinco provincias bohemias se reunieron en Praga y proclamaron una confederación el 31 de julio. Aunque persistía la figura del Rey, los nobles bohemios permitieron a las otras cuatro provincias participar en la elección del mismo, así como de conservar sus propias dietas y leyes. Además, también crearon un Directorio republicano regido por una constitución de cien artículos, siendo el resultado un sistema político similar a la "democracia aristocrática" de la Mancomunidad de Polonia-Lituania. El 16 de agosto, protestantes radicales de Austria se unieron a la Confederación como aliados, y tres días después los bohemios rechazaron formalmente a Fernando como su soberano, argumentando que la elección de 1617 había sido inconstitucional.

### La revuelta traspasa las tierras de los Habsburgo

#### El Palatinado, Transilvania y los cosacos

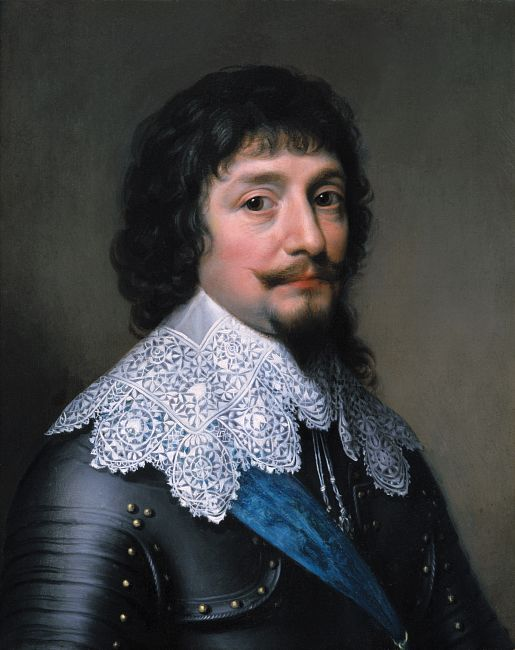
El príncipe elector Federico V del Palatinado fue coronado Rey de Bohemia por los rebeldes, pero fue incapaz de atraer el tan necesitado apoyo internacional.

Los bohemios ahora enfrentaban la decisión de elegir a un nuevo Rey, acción que colocaría al noble electo en situación de franca rebeldía ante el Emperador. Entre los candidatos destacaba el duque Carlos Manuel de Saboya, quien había financiado inicialmente a Mansfeld, pero luego tuvo que desentenderse de este cuando Bucquoy consiguió documentos en Záblatí que revelaban su apoyo; el duque de Saboya terminó ofreciendo 12.000 hombres a los Habsburgo para suprimir la revuelta, con la condición de que lo convirtiera en rey, oferta que fue rechazada. También estaba el duque Juan Jorge de Sajonia, quien no quería entrar en conflicto con los Habsburgo, pero aprovechó el acercamiento bohemio para intentar mediar una paz y aumentar su prestigio. El príncipe de Transilvania, el conde Gabriel Bethlen, era otro favorito, pero estaba interesado en la revuelta en Bohemia como escenario para ganar también la corona de Hungría, y al no contar con apoyo otomano decidió limitar sus objetivos. Finalmente, el más importante de todos y la opción más viable era el duque Federico V del Palatinado, príncipe elector y líder de la Unión Protestante, quien además estaba casado con Isabel Estuardo, hija del rey de Inglaterra Jacobo I, lo que hizo soñar a los bohemios con apoyo inglés en la contienda. La elección de Federico era determinante, el bando moderado, representado por el conde Joaquín Andreas von Schlick se opuso a la misma, ya que fortalecía al ala radical y comprometía a la revuelta en el camino de la guerra. El 26 de agosto, 144 delegados votaron por Federico como su nuevo Rey, mientras que seis votos se endosaron a favor de Sajonia, quien de todas maneras había negado su candidatura.
Consciente de la importancia de su decisión, Federico se mantuvo vacilante por un mes en su capital Heidelberg, pero luego de sobrevalorar el ambiguo apoyo de los ingleses y los holandeses, el 7 de octubre de 1619 salió hacia Praga para ser coronado Rey de Bohemia, arribando a finales de mes. El duque del Palatinado argumentó su decisión asegurando que era la mejor manera de estabilizar el Imperio, que supuestamente estaba quedando expuesto ante una amenaza otomana, a pesar de que en ese momento el sultán estaba más concentrado en Persia y Polonia. En realidad, Federico parece haber tomado esta decisión tanto por motivos morales como dinásticos; en su correspondencia declara que el ofrecimiento rebelde es un "llamado divino", que no puede rechazar; al mismo tiempo, bautiza a su cuarto hijo con el mismo nombre que el emperador Roberto, único duque palatino que ejerció este título. Finalmente, Federico y su esposa son coronados en Praga; es representativo de la limitada autoridad del Rey que la medalla conmemorativa de la coronación llevase la inscripción: "Rey por la gracia de Dios y los Estados".
Federico recibe rápidamente el reconocimiento de las Provincias Unidas, Dinamarca, Suecia y Venecia, pero fracasa en atraer apoyo considerable a su causa. Su suegro, el rey inglés, no solo se negó a otorgarle préstamos para conseguir tropas, sino que negó públicamente haber conocido de los planes de su yerno. Los holandeses le ofrecieron un subsidio que al final nunca entregaron en su totalidad, el estatúder Mauricio de Nassau acaba de salir victorioso en su conflicto con Johan van Oldenbarnevelt, pero todavía debía consolidar su posición en las Provincias Unidas, y no quería arriesgar su tregua con España apoyando abiertamente a Federico. La Unión Protestante movilizó soldados, pero solamente para proteger sus propios territorios ante posibles represalias católicas, solamente Baden-Durlach y Brandenburgo-Ansbach lo apoyaron. Ni siquiera Federico fue capaz de proporcionar tropas a los bohemios, ya que las necesitaba para defender sus propios territorios; no obstante, en esta tarea sí recibió algo de apoyo protestante, ya que la Unión Protestante se comprometió a proteger el Palatinado Renano de España, que estaba muy interesada por la proximidad de estos territorios al camino español.
Mientras tanto, aprovechando la oportunidad, el conde Bethlen de Transilvania escribió a los bohemios el 18 de agosto, informándoles que movilizaría su ejército a Moravia para apoyarles, haciendo creer a los rebeldes que encontrado finalmente un aliado útil. En realidad, con esta maniobra el príncipe transilvano pensaba obligar a los húngaros a elegir un bando, recolectar fondos de los bohemios e impresionar al sultán otomano, todo esto con la finalidad de obtener la corona de Hungría. Antes de que los rebeldes contestasen, Bethlen partió desde Cluj el 26 de agosto con 35.000 hombres, y envió al mágnate Jorge Rákóczi con 5 mil húngaros para que tomase Košice. El 21 de septiembre el príncipe transilvano fue proclamado "Protector de Hungría", desafiando abiertamente a Segismundo Forgách, el delegado imperial; las fuerzas húngaras partieron entonces hacia Bratislava, donde capturan a este último. Por estos acontecimientos, las fuerzas imperiales al mando de Bucquoy, unos 17.770 soldados, se ven obligados entonces a interrumpir su marcha directa hacia Praga, y se reúnen con otro ejército imperial de unos 8.600 soldados, que se encuentran resguardando la frontera austríaca-morava. Los ejércitos bohemios bajan también hacia Viena, por lo que Bucquoy, superado numéricamente en una proporción de 3 a 2, decide retirarse con sus tropas hacia Viena, cruzando el Danubio el 25 de octubre, destruyendo el puente luego de cruzarlo. Esta maniobra retrasa a los confederados por un mes, el 21 de noviembre cruzan el río y se reúnen con las tropas de Bethlen afuera de Viena. Mientras tanto, los protestantes austríacos reúnen 3.000 soldados que cierran el paso a la ciudad desde el oeste, aislando la capital de los Habsburgo.

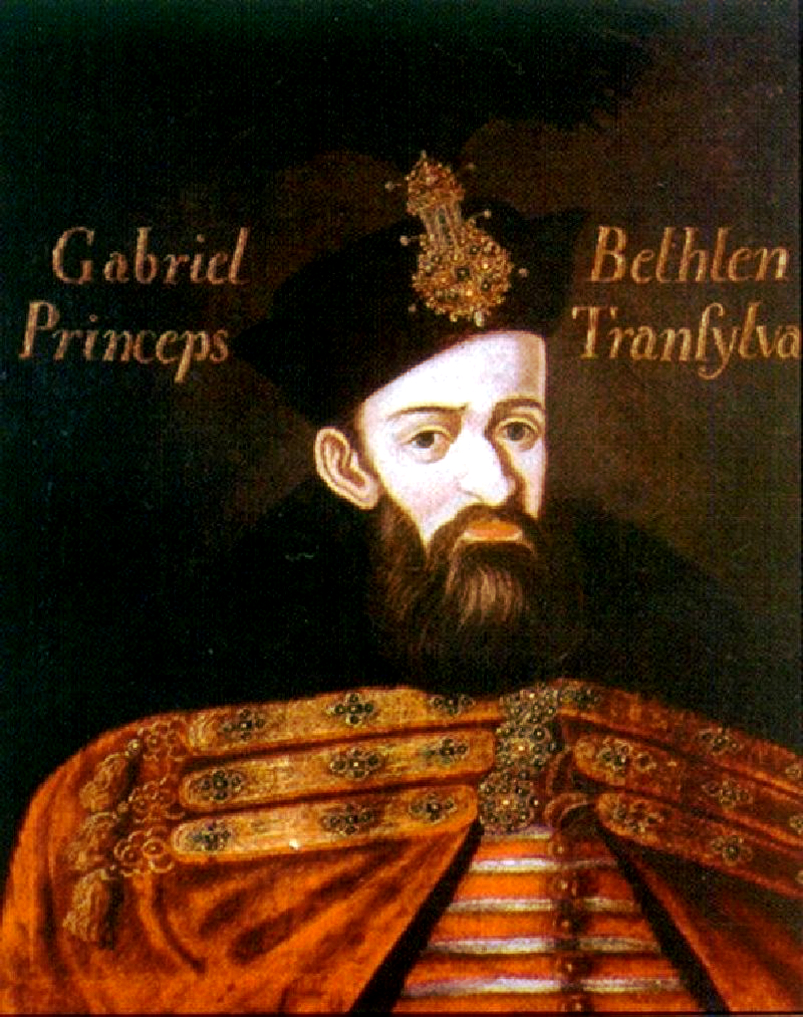
El conde Gabriel Bethlen de Transilvania, fue un errático aliado de los rebeldes, atacando al Emperador a lo largo de la revuelta.

No obstante, aunque Fernando ahora tiene 42.000 tropas enemigas afuera de sus murallas, la situación no es desesperante ya que ha guardado provisiones para repeler un sitio, que de hecho es poco probable que tenga éxito, ya que los atacantes no tienen la artillería necesaria. Además, Bucquoy ha ordenado que la campiña vienesa sea arrasada, dejando sin provisiones a los rebeldes. Finalmente, la moral en el campamente húngaro decae ante el incumplimiento otomano de enviar asistencia, el brote de enfermedades y el roce con los bohemios. El 27 de noviembre, llega la noticia de que Transilvania está siendo atacada por los cosacos polacos, y Bethlen abandona el sitio.
La intervención cosaca no es accidental, el embajador Habsburgo llevaba tiempo intentando reclutar a 30.000 Lisowczyks, que habían sido reclutados a su vez por el rey polaco Segismundo III para luchar contra los moscovitas, pero que ahora le estaban causando problemas al atacar la frontera otomana. Los Habsburgo solamente lograron convencer a 4 mil Lisowczyks, ya que al resto no les agradó la idea de luchar en una tierra llena de castillos difíciles de saquear, los cuales se unieron a otros tres mil cosacos reclutados por Jorge Homonnai, un transilvano opositor a Bethlen. El sultán otomano se enfrenta entonces a Polonia cerca de Moldavia, pero Segismundo busca hacer la paz pronto, ya que está más enfocado en recuperar la Corona sueca;, de esta manera, Polonia es mantenida fuera de la revuelta bohemia.
En Transilvania, Rákóczi, al mando de 4 mil hombres, se enfrenta a Homonnai cerca de Stropkov el 22 de noviembre, pero es derrotado; no obstante, Homonnai no consigue quien lo apoye y el 2 de diciembre se retira. Sin embargo, la intervención cosaca sirve para forzar a Bethlen a firmar una tregua de ocho meses con los Habsburgo el 16 de enero de 1620. La misma dura poco, desconfiado, Bethlen envía en marzo una delegación conjunta con Federico a Constantinopla, solicitando asistencia para seguir la lucha contra el Emperador. El 12 de julio, Federico envía 70 mil florines al sultán, prometiendo que Bohemia será un Estado tributario del Imperio otomano si recibe asistencia.
Segismundo forza entonces al resto de los Lisowczyks que se dirijan hacia el oeste, para unirse con Bucquoy; en total 19 mil cosacos cruzan la Silesia, y permiten que las fuerzas imperiales resuman la ofensiva desde Krems en el primer semestre de 1620, principalmente contra los hombres del conde Thurn, atrincherados en Langenlois. Mientras tanto, los bohemios regresan desde su fallido asedio a Viena, y cuando Cristián de Anhalt-Bernburg, paladín del Palatinado, llega en mayo a tomar el mando del ejército rebelde, encuentra una fuerza de 25 mil efectivos, a la que pronto se le unen ocho mil húngaros y transilvanos enviados por Bethlen. Este último continúa consolidando su posición en Hungría, en agosto toma el control de la dieta húngara, y el 30 de ese mes es electo Rey de Hungría, desafiando al Emperador. No obstante, la dieta croata, de predominancia católica, rechaza al nuevo soberano, y se mantiene aliada a Fernando.

#### El regreso de la Liga Católica y la predominancia bávara

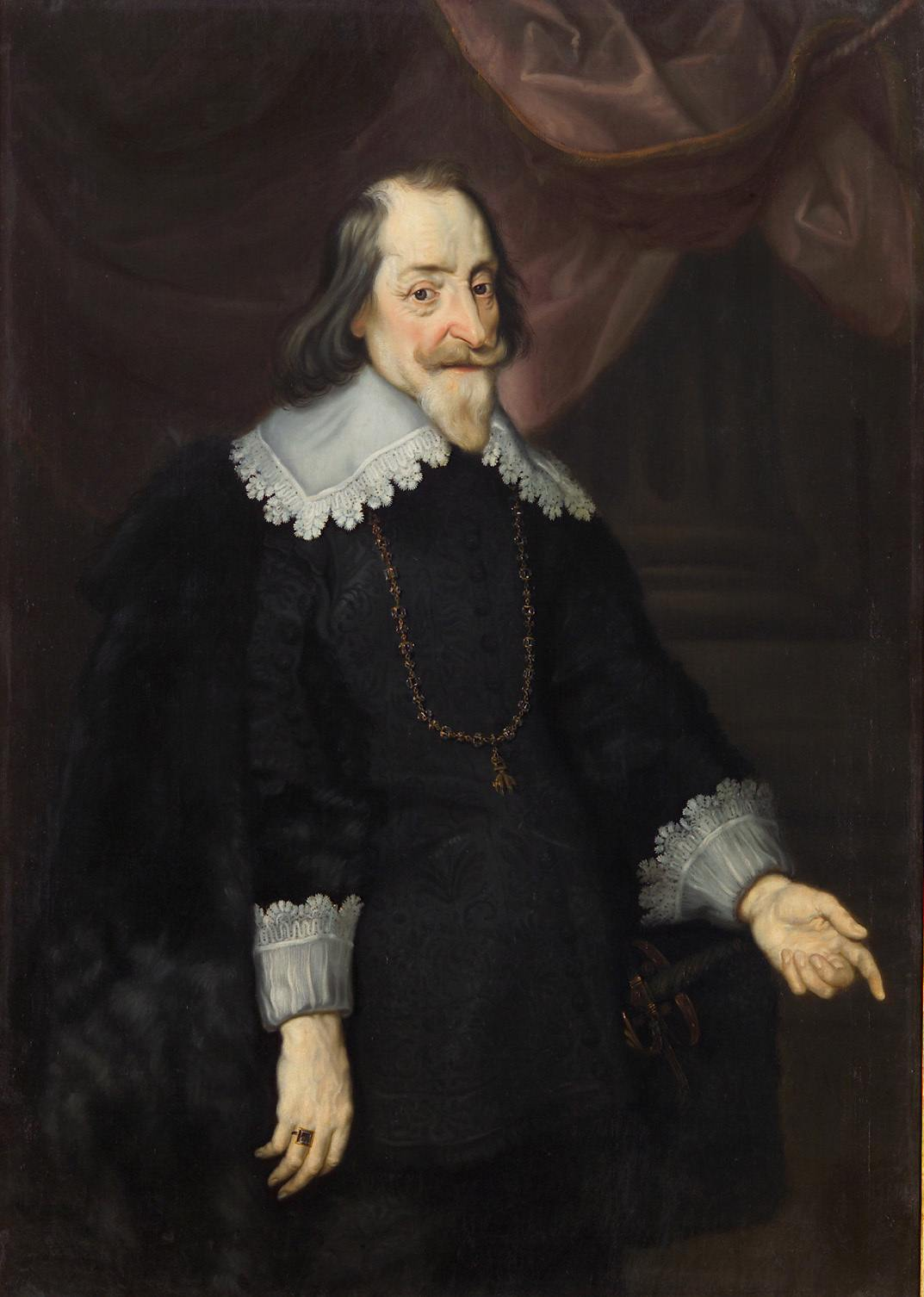
El duque Maximiliano I de Baviera, líder de la Liga Católica, logró obtener grandes concesiones del Emperador, incluido el título de Príncipe Elector, gracias a que contaba con un ejército listo para enfrentarse al rebelde.

Para finales de 1619, la situación económica de los Habsburgo era desesperante; junto a la corona, Fernando había recibido una deuda de 20 millones de florines, sumado al costo de mantener a un ejército y a los impuestos sin pagar en los territorios rebeldes, la monarquía enfrentaba un déficit anual de 4.3 millones. No obstante, el prestigio de la corona imperial todavía servía para buscar apoyo monetario y diplomático en el extranjero, así como militar dentro del Imperio.
Aunque los Habsburgo habían estado solicitando la ayuda de Maximiliano de Baviera desde 1618, el duque se mantuvo cauto y solamente restableció la Liga Católica luego de que sus antiguos miembros se lo solicitaran. De todas maneras, se negó a asumir el liderazgo de la misma, la cual pasó al Elector de Mainz; no obstante, se aseguró de tener total control militar de la organización, colocando a su jefe militar, el conde de Tilly al mando de las tropas católicas. Luego de su elección, el Emperador visitó al Duque en Múnich, y el 8 de octubre de 1619 firmó un tratado en la ciudad reconociendo a la Liga Católica y solicitando formalmente su asistencia. Maximiliano logró obtener el acuerdo de que recibiría justa compensación por su ayuda, administrando parte de Austria hasta que los Habsburgo pagasen su deuda; de esta manera, Baviera se convertiría en el único Estado de la Liga cuyos gastos serían cubiertos por el Imperio.
En diciembre, la organización se reúne en Würzburg, y deciden formar un ejército de 25 mil hombres; sin embargo, el duque Maximiliano no tiene prisa por atacar, prefiriendo afianzar completamente su control sobre la Liga y garantizar su recompensa. Aunque el 19 de enero de 1620, Fernando anula la elección bohemia de Federico, Maximiliano presiona al primero para que le dé un ultimatúm al segundo para entregar la corona, el cual expira el 1 de junio. De esta manera, el duque del Palatinado queda marginado de la ley imperial, y sus tierras quedan expuestas legalmente a la confiscación y disposición del Emperador, algo que sin duda beneficiará a Baviera.
No contento con esta garantía, Maximiliano apela al papa Paulo V por ayuda económica, recibiendo 1.24 millones de florines entre 1620 y 1624, mientras que los otros miembros de la Liga suminstran unos 4.83 millones en el mismo intervalo de tiempo. Además, el duque solicita también apoyo militar de España, tomando en cuenta que los miembros de la Unión Protestante en el Rin podrían atacar los territorios de la Liga mientras sus fuerzas se encontrasen reprimiendo la revuelta bohemia. El rey Felipe III ya había estado enviando dinero para el ejército imperial, que totalizarían dos millones de florines al final de la revuelta, y también había permitido que los germanos reclutaran 6 mil valones a inicios de 1619; posteriormente España empezó a movilizar tropas desde el norte de Italia, pero la mayoría fueron a reforzar el Ejército de Flandes, ante la proximidad del fin de la tregua de los doce años.
Mientras que 1620 vio el incremento del apoyo a los Habsburgo, los rebeldes bohemios vieron como los protestantes germanos le dieron la espalda. El luterano Juan Jorge de Sajonia decidió unirse al bando imperial en marzo, luego de reunirse con el Emperador, el Duque de Baviera y el Elector de Mainz en Mühlhausen. Aunque estos últimos se negaron a reconocer la propiedad sajona de diversos terrenos arrebatados a varios obispados desde 1552, en desafío a la Paz de Augsburgo, al menos se comprometieron a no intentar recuperarlos por la fuerza. Juan Jorge recibió entonces el permiso imperial para restaurar el orden en Lusacia, con la propiedad de ocuparlas hasta que cubriese sus gastos. Por su parte, el Emperador se comprometió a respetar los obispados que habían sido "secularizados" en la Circunscripción de Alta Sajonia; a cambio, Fernando recibió el rechazo a la interpretación palatina de que Bohemia había sido arrebatada a Fernando, el archiduque, y no al Emperador, bajo la cual Federico habría intentado anular la autoridad imperial en la resolución de la revuelta.
La neutralización de la Unión Protestante fue un episodio más complejo que contó con la insospechada participación del joven rey francés Luis XIII; para mayo de 1620, la organización solo había logrado movilizar 13 mil soldados, muy por debajo de su contraparte católica, que controlaba 30 mil unidades; ambos ejércitos se encontraban ahora cerca de Ulm, con los protestantes cerrándole el paso a los bávaros al Palatinado Renano. El rey francés sabía que una derrota rebelde significaría un aumento de la presencia española en el Rin; pero por otro lado, aunque la victoria rebelde debilitaría a los Habsburgo, también aumentaba las posibilidades de que Isabel Estuardo, la hermosa esposa de Federico, se convirtiese en Reina de Inglaterra, Escocia y Bohemia, siempre y cuando su hermano el príncipe Carlos muriese sin descendencia; esto convertiría al Elector palatino en uno de los monarcas más poderosos de Europa, un riesgo que el rey Luis no podía correr. El rey francés envió entonces una embajada a Ulm en el verano de 1620, con el deseo de conseguir una solución diplomática. El embajador francés, el duque de Angoulême, logró convencer a la Unión y a la Liga a no atacarse mutuamente, decisión que fue plasmada en un tratado firmado el 3 de julio. Habiendo neutralizado la crisis en el Rin, ahora Francia planeaba hacer lo mismo entre Praga y Viena, pero lo que en realidad logró fue asegurar la retaguardia de la Liga Católica, que ahora podía dirigirse hacia Bohemia sin miedo a la Unión Protestante, que permaneció en el Rin, resguardando los territorios protestantes de la amenaza de España. Al conseguir la paz en el Imperio, Luis XIII esperaba obtener un éxito diplomático y aumentar su prestigio en Europa, pero lo que logró fue darle el espacio que el Emperador necesitaba para aplastar la revuelta. Después de este fiasco, el rey francés no pudo seguir interfiriendo con los asuntos germanos, las intrigas de su madre, la reina María de Médici, y las revueltas de los hugonotes, lo mantuvieron alejado por tres años.

### La revuelta es sofocada

#### Inician los combates

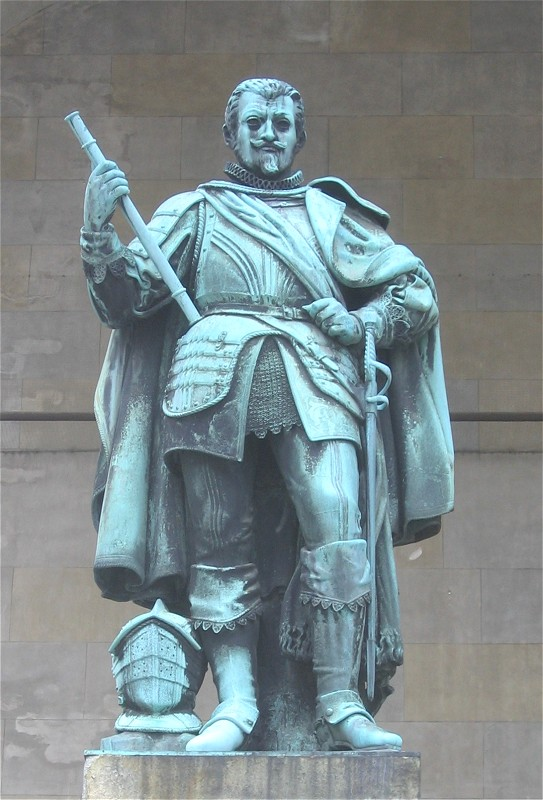
El conde de Tilly, quien como comandante del ejército bávaro, y luego del imperial, logró derrotar a los rebeldes austríacos y protestantes, así como a húngaros y transilvanos.

Antes de proceder contra Bohemia, los aliados del Emperador normalizaron la situación en Austria. El conde de Dampierre, Heinrich Duval se quedó en Viena con cinco mil hombres, resguardándola de un posible ataque transilvano, mientras que el conde de Bucquoy se dirigió con el principal ejército imperial, de 21.500 soldados, hacia Krems, en la Baja Austria, desde donde el príncipe Anhalt-Bernburg comandaba el ejército rebelde que, malpagado, saqueaba Austria. Gracias a su superioridad numérica, Maximiliano de Baviera también pudo dejar 8.600 tropas cuidando la frontera bávara con el Alto Palatinado, y entró el 24 de julio a la Alta Austria con la principal fuerza de la Liga Católica, unos 21.400 hombres; su general, Tilly, conocido como el "monje con armadura", bautizó a sus doce cañones más grandes con el nombre de apóstoles, adoptó a la Virgen María como la patrona de su ejército e hizo que jesuitas acompañaran a sus soldados.
Luego de encontrar solamente resistencia mínima por parte de milicias, Maximiliano y su comandante Tilly capturaron Linz el 3 de agosto y recibieron la rendición formal de los rebeldes austríacos el 20 de agosto, quienes pusieron 3.500 soldados a su disposición. Los austríacos más radicales, representados por el barón Georg Erasmus von Tschernembl, huyeron hacia Bohemia. Anhalt tuvo entonces que retirarse con las fuerzas bohemias y solamente dos regimientos austríacos lo siguieron, siendo perseguidos por las ahora fuerzas combinadas de Bucquoy y Tilly. De esta manera, sin una batalla de importancia, Austria, en ese momento de mayoría protestante, quedó definitivamente bajo control de los Habsburgo y en pocos años volvería a ser un territorio mayoritariamente católico.
Mientras tanto, en el Rin, el margrave de Ansbach se dirigió a la ribera oriental del Palatinado Renano con 16.100 soldados de la Unión Protestante, con el fin de proteger este feudo protestante de la amenaza española. Pronto se le unieron 5.700 milicianos locales, así como dos mil soldados de caballería holandeses, al mando del príncipe Federico Enrique de Orange-Nassau, y dos mil voluntarios ingleses, al mando de sir Horacio Vere. Aunque con estas fuerzas Ansbach superaba numéricamente al ejército español de diecinueve mil soldados de Ambrosio Espínola, rehusó buscar un enfrentamiento decisivo, con la esperanza de que alguien mediase en el conflicto. De esta manera, los españoles se apoderaron con facilidad del territorio palatino al oeste del Rin; la llegada del invierno significó la suspensión de las operaciones, y Ansbach retuvo el control de las fortalezas de Oppenheim, Mannheim, Heidelberg y Frankenthal. Al enterarse de la caída de Maguncia el 19 de agosto, Federico, impotente desde Bohemia, solamente pudo solicitar de nuevo ayuda a su suegro y se lamentó en una carta a su esposa:

Lo he encomendado todo a Dios. Él me lo dió, Él me lo quitó, Él me lo puede dar de nuevo, bendito sea su nombre.
Federico V, príncipe elector palatino y rey de Bohemia, al enterarse de la invasión española del Palatinado Renano.

La invasión del Palatinado por España acabó con las esperanzas que el duque Juan Jorge tenía en una mediación para poner fin a la revuelta; el 3 de septiembre de 1620, 8.300 soldados sajones y 3.000 milicianos entraron a Lusacia desde Dresde, logrando ocupar la mitad occidental. En la mitad oriental, Juan Jorge de Hohenzollern, márgrave de Jägerndorf, se replegó a Görlitz, pero dejó a 2 mil hombres en Bautzen, que resistieron hasta el 5 de octubre, luego de que el pueblo fuera destruido casi en su totalidad. Aunque el invierno evitó que Jägerndorf fuera expulsado de su posición, la mayoría de los nobles lusacios renunciaron a la Confederación Bohemia a cambio de mantener sus privilegios.
Al mismo tiempo que las tropas imperiales se movilizaban, Fernando atacaba políticamente. Luego de prometer que respetaría los privilegios religiosos de los nobles protestantes que desistieran de la revuelta, 86 de estos últimos se unieron a su bando, donde ya había 81 nobles católicos. Los austríacos rebeldes restantes, 62 nobles, huyeron a Retz, en la frontera con Bohemia, donde firmaron una declaración de desafío contra Fernando. Intentando dividir aún más a sus oponentes, el Emperador declaró marginados a solamente 33 de los firmantes, dejando la puerta abierta a los otros rebeldes que decidiesen finalmente acogerse a la redención imperial.

#### Bohemia es reconquistada

La Batalla de la Montaña Blanca representó la derrota de la causa rebelde y la consolidación del poder de los Habsburgo en Bohemia, que perduraría hasta 1918.

Superado numéricamente, Anhalt planea atacar a los imperialistas de Bucquoy antes de que se les unan los bávaros de Tilly, no obstante, desde finales de junio tiene que enfrentar un motín de sus tropas por falta de pago, y no es hasta el 2 de agosto que vuelve a tener control sobre ellas. El ejército rebelde se dirige entonces a Moravia, creyendo que este era el destino final de los imperialistas; aunque esta presunción había sido originalmente cierta, Maximiliano ha logrado imponer su autoridad sobre Bucquoy, y ordena a Tilly, que ahora comanda todas las tropas, que marche directamente hacia Praga, decidido a acabar la revuelta lo más pronto posible. Anhalt se mueve entonces a Tábor para bloquear el paso del enemigo, pero los bávaros lo esquivan, atacando Prachatice el 27 de septiembre, y entrando a Pilsen el 5 de octubre. En este momento llega el conde Mansfeld, que se había dirigido a Baviera en un intento desesperado de desviar la atención del duque Maximiliano; no obstante, después de observar la situación rebelde, el Conde se muestra reluctante a atacar, e incluso intenta pasarse al bando imperial, pero Maximiliano no se deja convencer, creyendo que era una táctica para ganar tiempo ante la llegada del invierno, ya se estaban reportando muertes por el frío en sus filas, y se estaba haciendo difícil abastecer a las tropas. Mansfeld se dirige entonces a Rokitzan, donde está acampado el ejército rebelde, y anuncia a Federico que como su contrato expiró, debe marcharse; el joven rey bohemio también recibe problemas de Thurn y Anhalt, que discuten continuamente por la preeminencia de uno sobre el otro, y además tiene que lidiar con los transilvanos que envió Gabriel Bethlen, que se muestran más concentrados en arrasar la campiña bohemia que en defenderla.
Mientras tanto, Tilly continúa su marcha hacia Praga desde Pilsen, ignorando las protestas de Bucquoy, pero es detenido por Anhalt el 27 de octubre cerca de Rakovník. Los soldados rebeldes estaban a punto de iniciar otro motín por la falta de paga, solamente la presencia de Federico logró mantener en orden a sus tropas. El 3 de noviembre, Bucquoy es herido de gravedad en una escaramuza, pero al día siguiente le llegan suministros, lo que motiva a Maximiliano a que dé la orden a sus hombres de escabullírsele a los bohemios. Al día siguiente las tropas imperiales abandonan sus posiciones cubiertos en la niebla y marchan a toda prisa hacia Praga, durante varios días, ambos ejércitos marchan hacia la capital bohemia en caminos paralelos, pero el 7 de noviembre los rebeldes les cierran el paso a 8 km de la ciudad, en una colina llamada "Montaña Blanca".
Para hacer frente a las tropas del Emperador, Anhalt colocó sus 21.000 tropas y sus diez cañones a lo largo de los 2 km de su frente, manteniendo una posición geográfica favorable, ya que se elevaba 60 metros sobre el terreno alrededor. No obstante, la disciplina y la moral eran bajas, y sus hombres lo desobedecieron cuando les ordenó cavar trincheras a lo largo de la colina. Consciente de la frustración económica de sus mercenarios, Federico regresó a Praga a recolectar más dinero, y creyendo que Tilly no atacaría, decidió pasar la noche en la ciudad.
En la mañana del 8 de noviembre, las tropas de Tilly cruzan el riachuelo que los separan del pie de la colina bohemia, y éste coloca a las tropas de la Liga Católica a la izquierda, y a las tropas imperiales a la derecha. Además de superar en dos mil hombres y dos cañones a sus oponentes, las tropas de Fernando están más motivadas, ya que el botín de la rica Praga se encuentra a pocos kilómetros de allí. Una vez más, Bucquoy y Tilly están en desacuerdo respecto al siguiente paso a dar, el último desea finalmente atacar, pero el primero quiere intentar escabullirse de nuevo a los bohemios. Supuestamente, la opinión de Tilly y su empleador Maximiliano se impone luego de que un fraile carmelita descalzo mostrase una imagen de la Madonna a la que los calvinistas le habían arrancado los ojos, aunque la misma aparentemente había sido descubierta tres semanas atrás. Sin importar las razones reales para que Bucquoy cediera, la reunión finaliza y los comandantes ordenan iniciar el ataque, pero antes escuchan una interpretación del Salve Regina.

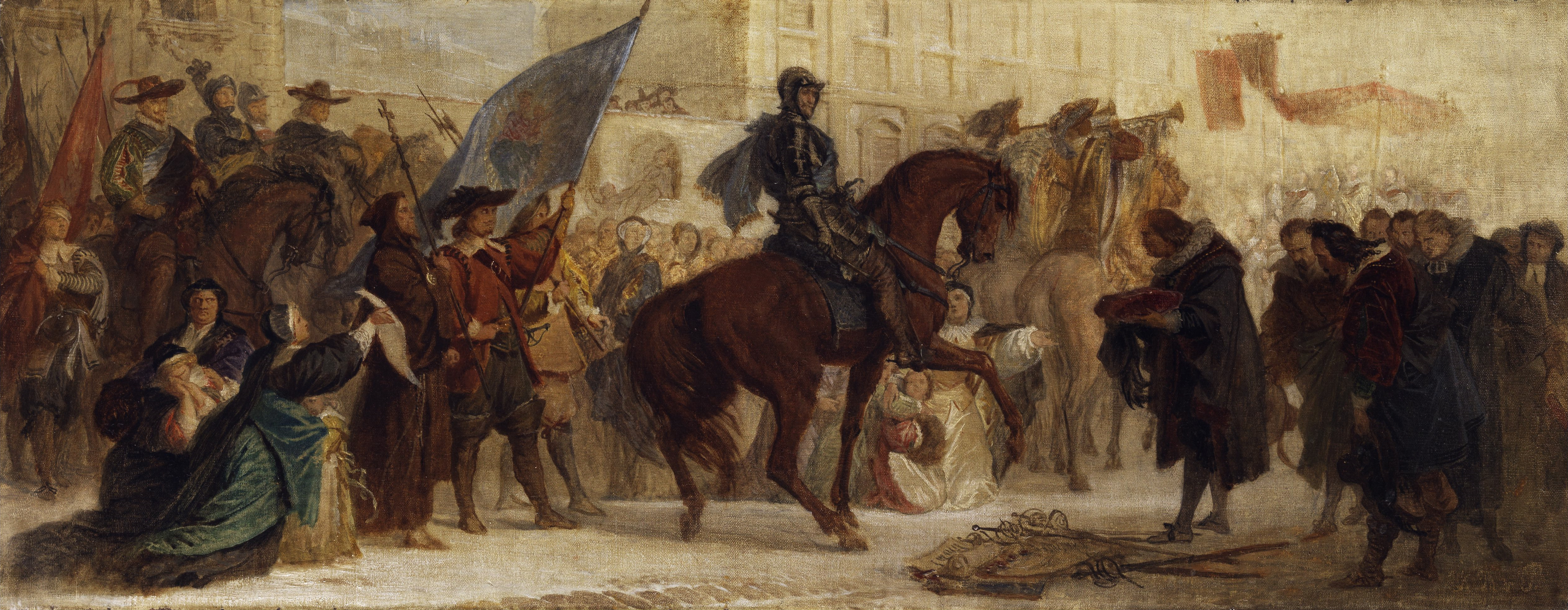
El duque Maximiliano de Baviera entra triunfante a Praga, el 8 de noviembre de 1620.

Al mediodía inicia la decisiva batalla de la Montaña Blanca, el retraso enemigo ha convencido a Anhalt de que ese día no habrá batalla, y es tomado de sorpresa cuando la artillería imperial abre fuego. El primer combate ocurre entre las fuerzas imperiales, conformadas principalmente por italianos y valones, y los bohemios al mando del conde Thurn. No bien iniciada la lucha en esta parte del frente, los bohemios se retiran, y aunque el hijo de Anhalt lleva su regimiento de caballería al punto que está cediendo, esto es en vano, ya que después de una hora de enfrentamientos, es capturado herido por Bucquoy, quien se levanta a dirigir las reservas a pesar de sus graves heridas. Es entonces que los confederados inician la huida, y luego son imitados por los húngaros al esparcirse el rumor de que los cosacos polacos los han bloqueado por la retaguardia. Aunque la lucha continúa en el flanco cubierto por la Liga Católica, a la 1.30 p. m. los moravios rebeldes que les han hecho frente, también abandonan la batalla, siendo los últimos en retirarse.
Las tropas imperiales contabilizan 600 rebeldes muertos en batalla, junto con otros mil en el camino a Praga; por su parte reportan 650 soldados muertos, la mayoría en el asalto que emprendió el hijo de Anhalt. A pesar de la derrota, Federico aún conserva una gran ciudad fortificada, y la mayoría de sus tropas, pero Anhalt y Thurn no creen en la defensa de la ciudad y le aconsejan escapar. Al día siguiente, el Rey de Bohemia escapa junto a su esposa, quien estaba encinta, sin atreverse a llevarse la Corona Real de Bohemia, por miedo a represalias de sus exsúbditos, que probablemente no dudarían en entregarlo para congraciarse con el Emperador. Aunque el rebelde austríaco Tschernembl y el hijo del conde Thurn intentan detener a los imperialistas en el Puente Carlos, pero es en vano ya la moral confederada ha decaído abruptamente y la ciudad se rinde casi sin resistencia. La llegada de las tropas de Tilly y Bucquoy significó el inicio de una serie de robos y saqueos en Praga que hizo imposible cumplir las órdenes de sus comandantes de perseguir a Federico. Las tropas confederadas se dispersaron rápidamente, y aunque algunos soldados intentaron participar en los saqueos, fueron asesinados por el bando victorioso, que no quería compartir el botín.

## Consecuencias

### La paz que nunca llegó

#### Los Habsburgo pacifican sus territorios

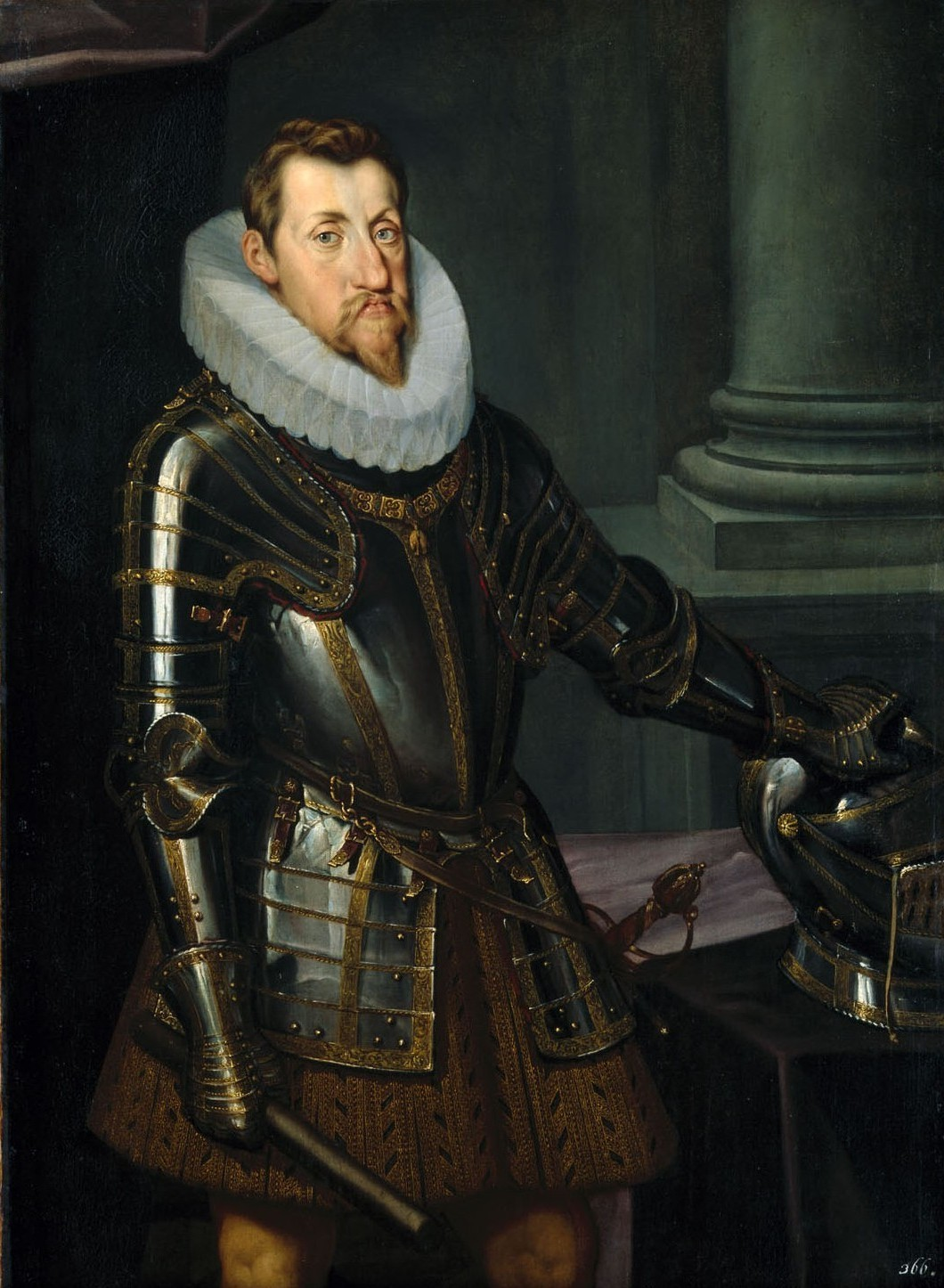
Fernando II de Habsburgo, Emperador del Sacro Imperio Romano a partir de 1619.

Aunque la causa de la Confederación está perdida, los Habsburgo todavía tienen muchos enemigos amenazando sus tierras. El conde Mansfeld mantiene un ejército y controla el oeste de Bohemia, y el márgrave de Jägerndorf continúa atrincherado en Görlitz, aunque en marzo de 1621, se repliega a Schweidnitz. Federico ha escapado a Silesia, siendo recibido fríamente por sus súbditos, y en diciembre prosigue su viaje a Berlín. La mayor amenaza es el príncipe transilvano, Gabriel Bethlen, que en septiembre había salido en dirección a Presburgo con 30 mil soldados, para forzar su propia coronación.
No obstante, uno por uno, los Habsburgo van pacificando sus dominios. Desde antes de Montaña Blanca, tropas imperialistas han marchado bajo el mando del conde Heinrich von Dampierre a darle el encuentro a Bethlen; compuestas en su mayoría por cosacos polacos y austríacos, donde incluso hay un regimiento protestante; estas fuerzas logran repeler a los transilvanos, aunque sufriendo la pérdida de Dampierre, que cae en combate el 9 de octubre. A pesar de este traspié, Bethlen envía nueve mil hombres más para apoyar a Federico, pero cuando a estos les llega la noticia de la caída de Praga, regresan. Mientras tanto, aprovechándese de la guerra interna en el Imperio, el sultán otomano arrebata Waitzen a Hungría; disgustados, varios nobles húngaros se unen al bando imperial en enero, mientras que los restantes presionan a Bethlen para que inicie las negociaciones de paz.
Con Bohemia en poder imperial, los demás Estados del reino no dudan mucho volver a los Habsburgo de nuevo; Moravia se rinde a finales de diciembre; y aunque Silesia y Lusacia retrasan esta acción hasta marzo, esto no se debe a algún remanente de lealtad a Federico, sino más bien a las negociones con el Emperador para obtener mejores concesiones.
La violencia en Bohemia y Hungría se reanuda cuando Bethlen rompe en abril las negociaciones con el Emperador, y además invita a Jägerndorf a asistirlo. El general imperialista Bucquoy avanza hacia Presburgo con 20 mil hombres, casi todos de los territorios austríacos y bohemios, forzando al príncipe transilvano a retirarse a Kassa; Bucquoy decide entonces sitiar Neuhäusel, pero cae muerto en una escaramuza y el príncipe Maximiliano de Liechtenstein asume el mando; el 11 de julio, acosados por quince mil transilvanos, las tropas imperiales son atrapadas en un pantano a orillas del río Neutra y solamente ocho mil logran escapar. El 30 de julio, Bethlen se reúne finalmente con Jägerndorf, que había sido forzado a dar un rodeo largo por las montañas húngaras debido a la presencia de tropas sajonas en la frontera con Bohemia; entonces las fuerzas combinadas de transilvanos, húngaros y mercenarios de Jägerndorf asaltan Moravia y la frontera con Austria; Presburgo es sitiada, pero la ciudad resiste, y el Emperador logra reunir un nuevo ejército de doce mil hombres. No obstante, incluso antes de atacar, Bethlen ya había iniciado negociaciones con Fernando, y el 6 de enero de 1622 llegan a un acuerdo: Bethlen recibe 7 condados húngaros que corresponden con la actual Eslovaquia, por su parte, el Emperador recibe la Corona de San Esteban, pero debe garantizar la libertad de culto en Hungría y reconocer la independencia de Transilvania. El duque Juan Jorge de Jägerndorf queda fuera del trato y se refugia en Glatz, pronto es abandonado por sus tropas, el ducado de Jägerndorf le es confiscado y traspasado al príncipe Carlos de Liechtenstein, y finalmente muere dos años después.
La restitución de la autoridad Habsburgo en Bohemia es afianzada en enero de 1621, cuando Federico, ahora apodado el "Rey de Invierno" por su corto reinado, es expulsado de Brandeburgo por su príncipe, el Elector Jorge Guillermo; el depuesto monarca recibe entonces presiones para hacer la paz de parte de Sajonia y Dinamarca, y también de su suegro, el Rey de Inglaterra. Al salir de Berlín, ya ha iniciado negociaciones con Fernando a través del elector Juan Jorge, y aunque se muestra dispuesto a renunciar a la corona bohemia, también pide que se reconozca la Confederación Bohemia y que el Imperio pague todos los gastos de guerra de los rebeldes y del Palatinado. La indignación del Emperador es tal, que de inmediato lo coloca al margen de la Ley Imperial, y extiende esta medida a Anhalt, Hohenlohe y Jägerndorf; Las irreales demandas de Federico solo pueden explicarse a la luz de su correspondencia, en ella, él se define como el verdadero Rey de Bohemia, que no puede abandonar a los rebeldes traicionando su conciencia, solamente para salvar el resto de sus posesiones. Federico es recibido en Segeberg por el rey danés Cristián IV, éste se encuentra preocupado por el aumento del poder de los Habsburgo, y hace un llamado al Círculo de Baja Sajonia para que apoye al Elector Palatino, sin encontrar una respuesta positiva. El desafortunado Federico prosigue entonces su viaje hasta que llega a La Haya, donde vivirá el resto de su vida, ya que en el ínterin, ha perdido también el Palatinado. Aunque en el campo militar no había habido grandes progresos en el Bajo Palatinado, la Unión Protestante inició negociaciones en febrero para abandonar sus posiciones, y el 14 de mayo se disolvió luego de que el comandante español Ambrosio Espínola se comprometiera a paralizar sus maniobras, y con carácter permanente, si Federico decidiera hacer la paz, algo que nunca hizo. La amenaza de Espínola a los Estados de la Unión Protestante en realidad era más efímera que lo que estos últimos pensaban, la Tregua de los Doce Años con las Provincias Unidas ya iba a expirar, y Espínola tenía órdenes de regresar lo más pronto posible a los Países Bajos.
Sirviendo a un Señor sin dinero, tropas y tierras, los principales comandantes rebeldes recurren entonces al exilio: Thurn huye a Constantinopla; Hohenlohe escapa a Emden, pero regresa en 1623 luego de obtener el perdón imperial; y Anhalt huye a Dinamarca, pero en 1624 regresa a Viena al obtener las mismas garantías que el anterior, además de la liberación de su hijo. Solamente Mansfeld mantiene su ejército de mercenarios, pero en febrero acuerda una tregua de seis semanas con Tilly. Los Estados miembros de la Liga Católica están tan confiados en la pronta pacificación del Imperio, que en marzo desmovilizan su ejército, reduciéndolo a 15 mil hombres.

#### Se reanudan los combates en el Imperio

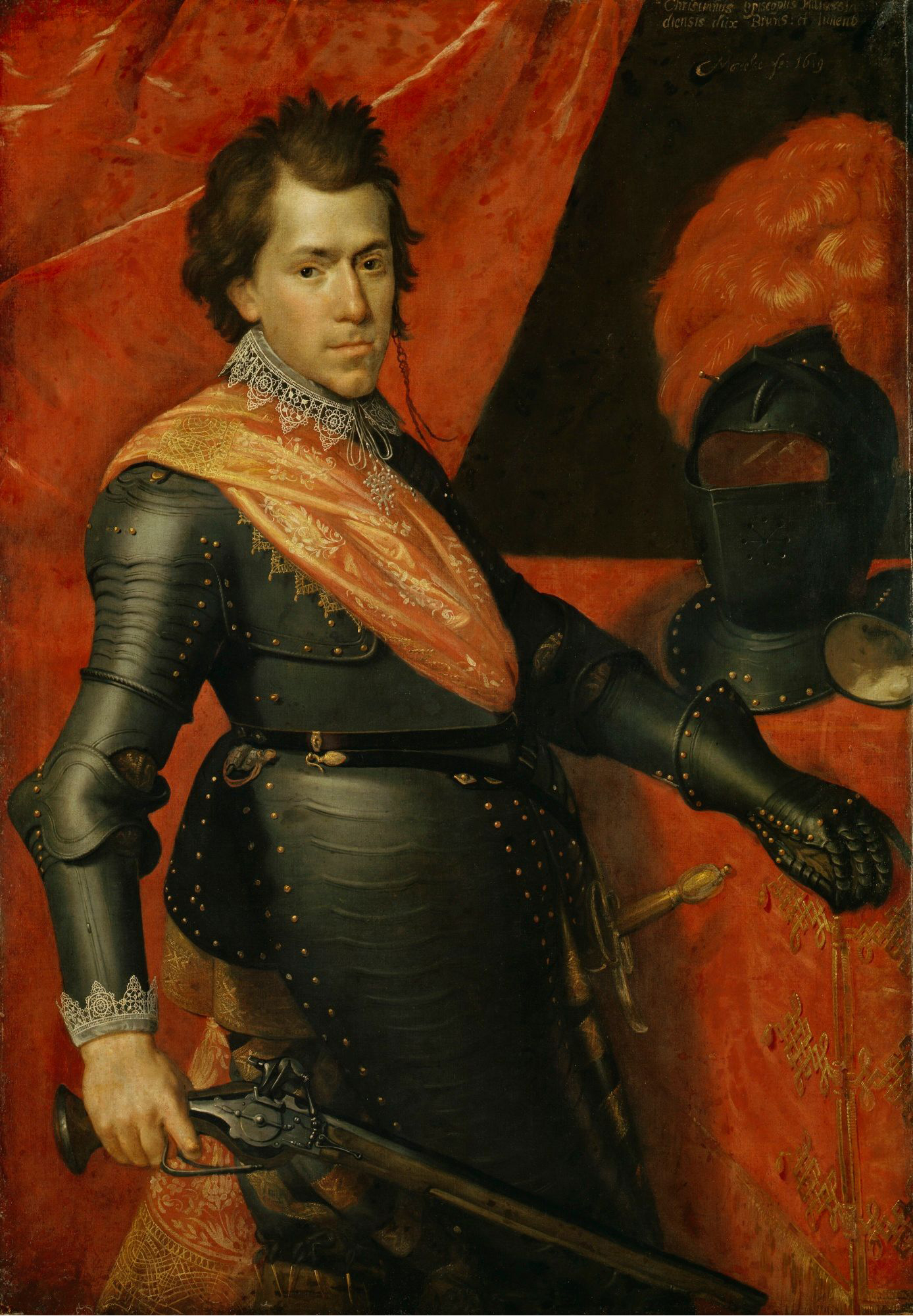
El duque Cristián de Brunswick, paladín de la causa protestante y enamorado confeso de la reina Isabel de Bohemia, contribuyó, junto con Mansfeld, en esparcir la revuelta al norte del Imperio.

No obstante, el Elector del Palatinado aún posee el prestigio de ser yerno de rey inglés, y su causa será enarbolada como bandera por paladines protestantes germanos, aunque también había ambiciones territoriales y económicas en sus acciones, ya que muchos de estos príncipes eran los hijos menores de familias numerosas, que solamente podían aspirar a una porción mínima de la herencia, incapaz de mantener su estilo de vida. Independientemente de sus motivos, al igual que el general mercenario Mansfeld, su entusiasmo por hacer guerra contra los Habsburgo quedó condicionado a los recursos que Federico podía proporcionarles, los cuales hubieran sido pocos si no fuera por su suegro, quien entre 1620 y 1632 le envió 1.44 millones de libras esterlinas a él y a Mansfeld. Aunque la victoria en el campo de batalla y la fortuna económica evadió a la mayoría de los paladines, una excepción importante fue Bernardo de Sajonia-Weimar y un caso típico fue Magno de Württemberg, su participación sí sirvió para trasladar el conflicto al oeste y al norte de Alemania, que España y Dinamarca, respectivamente, consideraban sus zonas de influencia.
La guerra de los Ochenta Años jugó un papel en la continuación de la guerra de los Treinta Años, España deseaba la pronta culminación del conflicto en el Imperio, los recursos de los Habsburgo españoles debían ser concentrados en los Países Bajos. Al Príncipe de Orange, Mauricio de Nassau, no le convenía que el conflicto en el Palatinado acabase rápidamente; el 9 de abril de 1621 había dado una bienvenida real a los depuestos Reyes de Bohemia, y el 27 de abril, firmó un tratado con Federico, donde este último aceptaba la ayuda neerlandesa para reconquistar el Palatinado Renano. Cartas también fueron enviadas desde las Provincias Unidas al mercenario Mansfeld, invitándolo a seguir luchando contra los Habsburgo en el Rin.
Después de Montaña Blanca, Mansfeld había estado ofreciendo sus servicios a la Unión Protestante, Saboya, Venecia y también a las Provincias Unidas, pero sin éxito; en mayo de 1621, Mansfeld intentó unirse al desafortunado Jägerndorf, pero no lo logró; se replegó entonces con trece mil hombres a Waidhaus, en el Alto Palatinado, donde se estuvo defendiendo de 18 mil soldados al mando de Tilly por cuatro meses. Su situación era desesperada, sin dinero ni tierras para pagar a sus mercenarios y sus familias que los acompañaban, también colgaba un precio sobre su cabeza; le llegó entonces la noticia de que las Provincias Unidas estaban dispuestas a financiar a Federico, ahora que su guerra con España se había reanudado. Mientras Mansfeld continuase siendo una amenaza militar para el Imperio, existía la esperanza de que sus enemigos negociasen su desmobilización; claramente, la perspectiva de paz tampoco era beneficiosa para él.
Mientras Mansfeld planeaba salir del Alto Palatinado para entrar en servicio holandés, el Duque de Baviera formaba un ejército de 14.500 hombres en Straubing, con la intención de expulsarlo para apropiarse del territorio. Maximiliano había acordado con Fernando que ocuparía la Alta Austria hasta que recuperase lo gastado en la guerra, pero lo recolectado allí era muy poco, y el Duque estaba impaciente por comenzar a explotar el Palatinado y hacerse con el título de Elector que Fernando le había prometido. La confiscación de los títulos y tierras de Federico era una prerrogativa que dudosamente correspondía al Emperador, pero respaldado por la ambición de Maximiliano, Fernando planeaba llevar su poder al límite constitucional para castigar al "Rey de Invierno". La continuación de la guerra le otorgaba a los Habsburgo el escenario ideal para seguir expropiando más territorios; aumentando el poderío imperial, la paz en el Imperio los dejaría sin esta justificación.
En septiembre, Maximiliano inicia su asalto en dirección a Amberg, Mansfeld se dio cuenta de que quedaría atrapado y entabló negociaciones con el duque; a inicios de octubre, obtiene una compensación monetaria de parte de éste para abandonar a Federico, pero de inmediato escapa hacia Neumarkt, y luego hacia Mannheim, en el Palatinado Renano, llegando a finales de octubre con solo siete mil hombres. Tilly lo persiguió con instrucciones de capturar Heidelberg para su patrón, ya que esta ciudad estaba asociada al título de Elector Palatino. Para el momento en que llegó Tilly, la lucha en esta tierra ya había sido reactivada por los españoles, que bajo el mando de Gonzalo Fernández de Córdoba, intentaban sacar a los ingleses de Frankenthal.
Además de Mansfeld, el margrave Jorge Federico de Baden-Durlach y el duque Cristián de Brunswick también se interesaron en la Campaña del Palatinado. El duque Cristián había estado luchando al norte bajo servicio holandés, pero bajó al Palatinado desde Paderborn, trayendo consigo un amplio botín, que Mansfeld planeaba usar para pagar a sus mercenarios. Por su parte, el calvinista margrave de Baden-Durlach había formado un ejército rebelde de once mil hombres en sus tierras, como reacción al aumento de presencia española en el Rin; en abril de 1622 parte a reunirse con Mansfeld, quien se encuentra en Germersheim con Federico. Las fuerzas combinadas de estos paladines llegan a 40 mil hombres, por lo que Tilly, junto con Córdoba, se apresura a enfrentárseles antes de que puedan reunirse; de esta manera, el ejército de Baden-Durlach es derrotado en la batalla de Wimpfen, y se desintegra poco después; en la Batalla de Höchst, Cristián de Brunswick es forzado a huir junto a Mansfeld, a Haguenau, pero aunque pierde dos mil hombres, logra salvar el botín. Aunque estas derrotas redujeron las fuerzas de Federico a unos 25 mil hombres, seguían siendo una cantidad considerable, pero Mansfeld no estaba dispuesto a arriesgar su ejército, y junto con Cristián y Federico, se retiró a la Alsacia y luego a Lorena. Sin enemigos cerca, las fuerzas imperialistas se ocupan de las fortalezas palatinas: el 15 de septiembre Tilly captura la capital de Federico, Heidelberg; el 2 de noviembre se rinde Mannheim; y el 20 de marzo de 1623, siguiendo órdenes de su Rey, los británicos rinden Frankenthal.
Luego de Höchst, Federico está consciente de que la campaña del Palatinado ha terminado y cede a la presión de su suegro, por lo que despide a Mansfeld y Cristián el 13 de julio de 1622. No obstante, éste, junto a Cristián, son contratados directamente por los holandeses, por lo que se parten hacia Breda en agosto. Córdoba intenta bloquearlos, debilitando las ya mermadas fuerzas rebeldes en la Batalla de Fleurus, en la que Cristián pierde toda su artillería además de su antebrazo izquierdo, que le es amputado. Los paladines no duran mucho tiempo trabajando con los holandeses, y Mansfeld se refugia en la Frisia oriental, que es arruinada económicamente por sus mercenarios. Cristián huye a la Baja Sajonia, pero se enfrenta a Tilly en la Batalla de Stadtlohn, sufriendo una decisiva derrota. Antes de escapar a los Países Bajos, el duque de Brunswick renuncia a sus derechos en el obispado de Halberstadt a favor de su tío, el rey Cristián de Dinamarca. La entrada de las tropas imperiales en la Baja Sajonia, que considera su zona de influencia, alarma al rey nórdico, quien abrirá la siguiente etapa de la guerra de los Treinta Años, la Kejserkrig.

### Las reformas en Bohemia y el Imperio

#### La "Corte sangrienta"

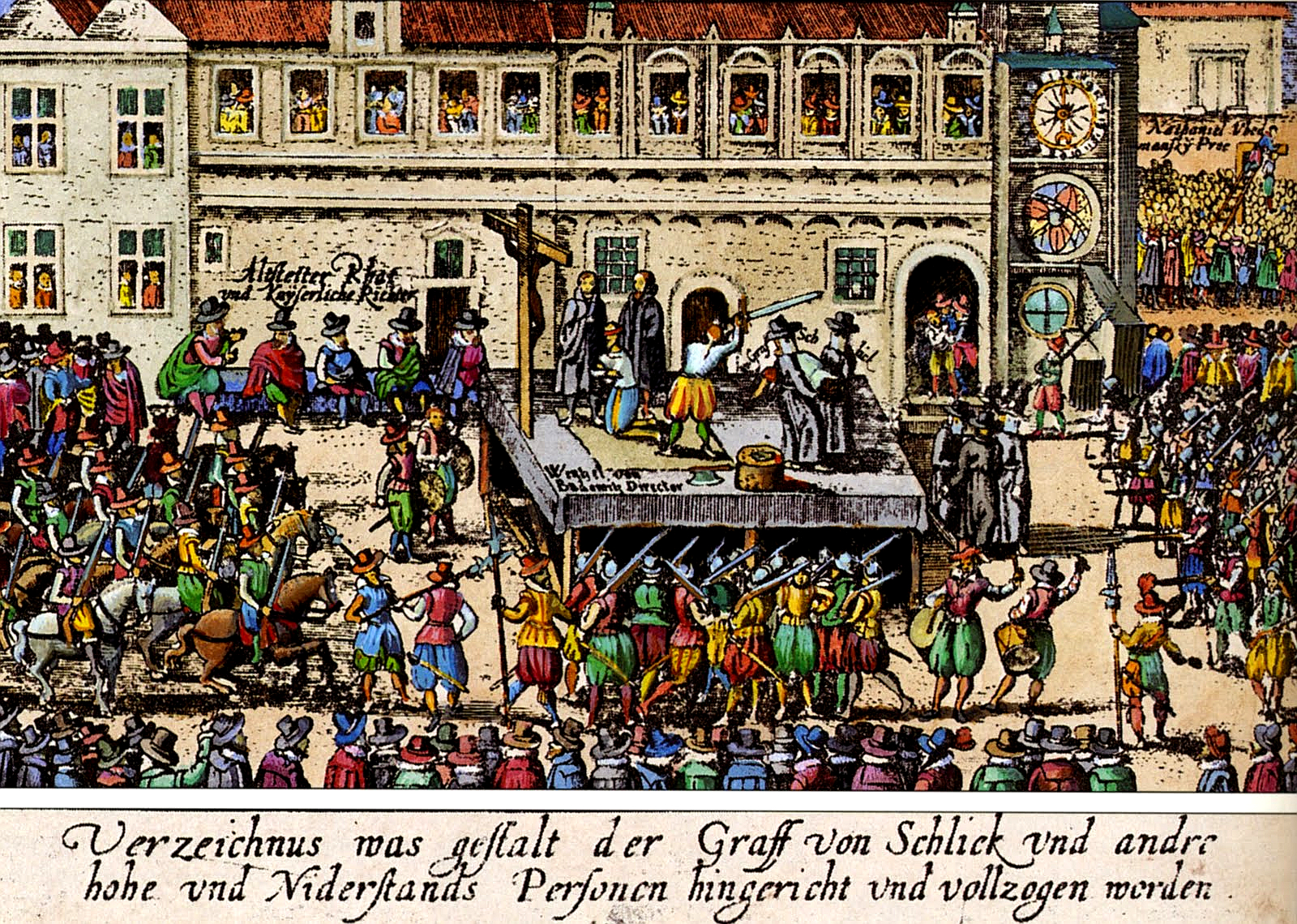
La ejecución de 27 nobles rebeldes en Praga fue un episodio que generó el rechazo de los príncipes germanos protestantes, e incluso de algunos católicos.

Cuando Maximiliano se retiró de Bohemia, Fernando nombró gobernador a Carlos de Liechtenstein. El Emperador terminó de definir la ambigüedad existente en la elección del monarca bohemio, ahora sería un título hereditario que pasaría al primogénito del Rey, junto con todos los territorios de los Habsburgo austríacos; aunque posteriormente traspasó el control del Tirol a su hermano Leopoldo V de Habsburgo.
El Emperador también anuló la Carta de Majestad, que garantizaba los derechos religiosos de los Protestantes y que había sido sellada bajo presión en 1609 por su primo, el emperador Rodolfo II. Se corrió el rumor de que Fernando lo había despedazado personalmente, en realidad, solamente se limitó a retirarle el sello imperial, y el documento fue preservado para la historia.
El 20 de febrero de 1621, los líderes rebeldes fueron arrestados; Thurn había escapado ya, pero el conde Joaquín Andreas von Schlick se había quedado, con la esperanza de recibir el perdón imperial, en el último momento huyó a Sajonia, pero el elector Juan Jorge lo entregó. Una comisión especial, presidida por Liechtenstein, fue instalada para juzgar a los rebeldes, y 35 fueron condenados a muerte, incluyendo a Schlick. El juicio había sido controversial, habiéndonsele negado a los acusados el derecho a apelar; Fernando tampoco estaba tranquilo con estos juicios, primero viajó a la Basílica de Mariazell por consejo divino, aun así, cuando tuvo que firmar las sentencias de muerte, abandonó abruptamente la sala del Consejo, empapado en sudor; no fue hasta el día siguiente que, después de haber consultado a su confesor, tuvo más entereza para firmar las cartas, reduciendo la cifra a 28 condenados. El 21 de junio, 27 rebeldes fueron ejecutados en Praga, el cadáver de un condenado que se había suicidado el día anterior fue llevado también al caldaso; cuatro fueron ahorcados, pero el resto fueron decapitados, al rector de la Universidad de Praga se le arrancó la lengua antes de matarlo, y doce cabezas y la mano de Schlick fueron clavadas en estacas y exhibidas en el Puente Carlos por diez años. Influenciado por las críticas contra las acciones de la llamada "Corte de Sangre", Fernando suspendió las penas de muerte de otros rebeldes capturados o juzgados posteriormente, y antes de 1630, todos recuperaron su libertad.
Las reformas políticas en Bohemia estuvieron más enfocadas contra los grupos corporativos que se levantaron contra los Habsburgo, que contra las instituciones que usaron para legitimar sus acciones. Las Dietas Estatales conservaron sus derechos relativamente intactos, y no se crearon nuevas instituciones paralelas.

#### El Elector de Baviera

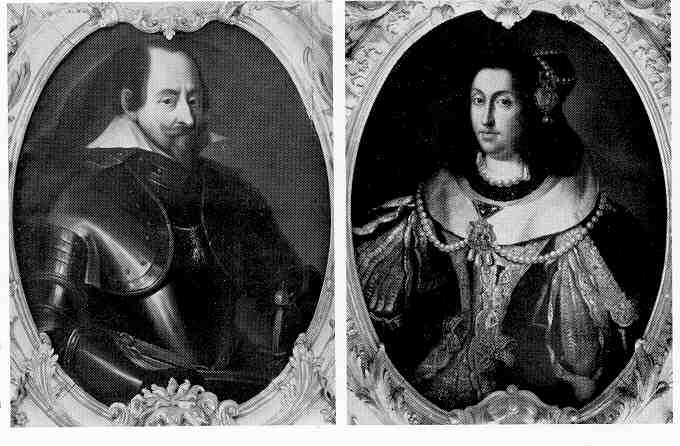
El ahora príncipe elector y duque Maximiliano de Baviera, junto con su segunda esposa y también sobrina, María Ana de Habsburgo, quien además era hija del emperador Fernando II.

Una vez que la campaña del Palatinado terminó, Maximiliano le recordó al Emperador su promesa de entregarle el Palatinado. El 10 de enero de 1623, Fernando personalmente inauguró una reunión Electoral en Ratisbona, donde planteó abiertamente la transferencia de títulos y territorios palatinos al Duque de Baviera, estos últimos, de manera temporal solamente. Los Electores de Tréveris y Maguncia se opusieron alegando que violaba la Constitución; los Electores de Sajonia y Brandeburgo estaban molestos por la persecución contra los protestantes en los territorios Habsburgo, pero mantuvieron una posición ambivalente; solamente el Emperador y también Elector de Bohemia, y el Elector de Colonia, primo de Maximiliano, apoyaron abiertamente la medida. La otra opción, ideada por la archiduquesa Isabela, promovida por España, apoyada por Inglaterra y con la oposición del papa Gregorio XV, consistía en forzar a Federico a abdicar de favor de su hijo de siete años, que sería criado en la Corte de los Habsburgo en Viena y casado con una hija de Fernando.
La reunión en Ratisbona terminó seis semanas después cuando la propuesta de Fernando fue aceptada por los príncipes representados allí, más por resignación ante los hechos que por convicción, ya que de entre ellos, ninguno tenía un ejército poderoso para enfrentarse a Maximiliano. Tanto Sajonia como Brandeburgo enviaron embajadores sin poderes plenipotenciarios, una argucia que luego podría ser usado para desconocer la decisión tomada. El 23 de febrero de 1623, Federico fue oficialmente despojado de su título de Príncipe Elector, que fue transferido dos días después al Duque de Baviera, de ahora en adelante, Elector y Duque de Baviera; el Alto Palatinado y una tercera parte del Bajo Palatinado fue anexado a sus territorios, aunque esto no fue reconocido fuera del Imperio, ni siquiera dentro del Imperio en su totalidad, hasta 1648. Más aún, esta transferencia sentaba un precedente que alarmó a otros príncipes, incluyendo al padre de Maximiliano, ya que ahora sentían que sus tierras y títulos estaban sujetos al capricho del Emperador; el más importante de estos fue justamente el Elector Juan Jorge de Sajonia, y el Emperador fue tempranamente advertido por el Elector de Maguncia que era peligroso ignorar la opinión del primero.
No obstante, Fernando estaba lejos de tener un poder comparable al que su antepasado, el emperador Carlos V, alguna vez tuvo; sin ejército propio, seguía dependiendo de la Liga Católica para imponer su nuevo nivel de autoridad, y le debía además entre 16 y 18 millones de florines a Maximiliano, una cifra que lejos de disminuir, aumentaba.

#### La confiscación de tierras y la inflación

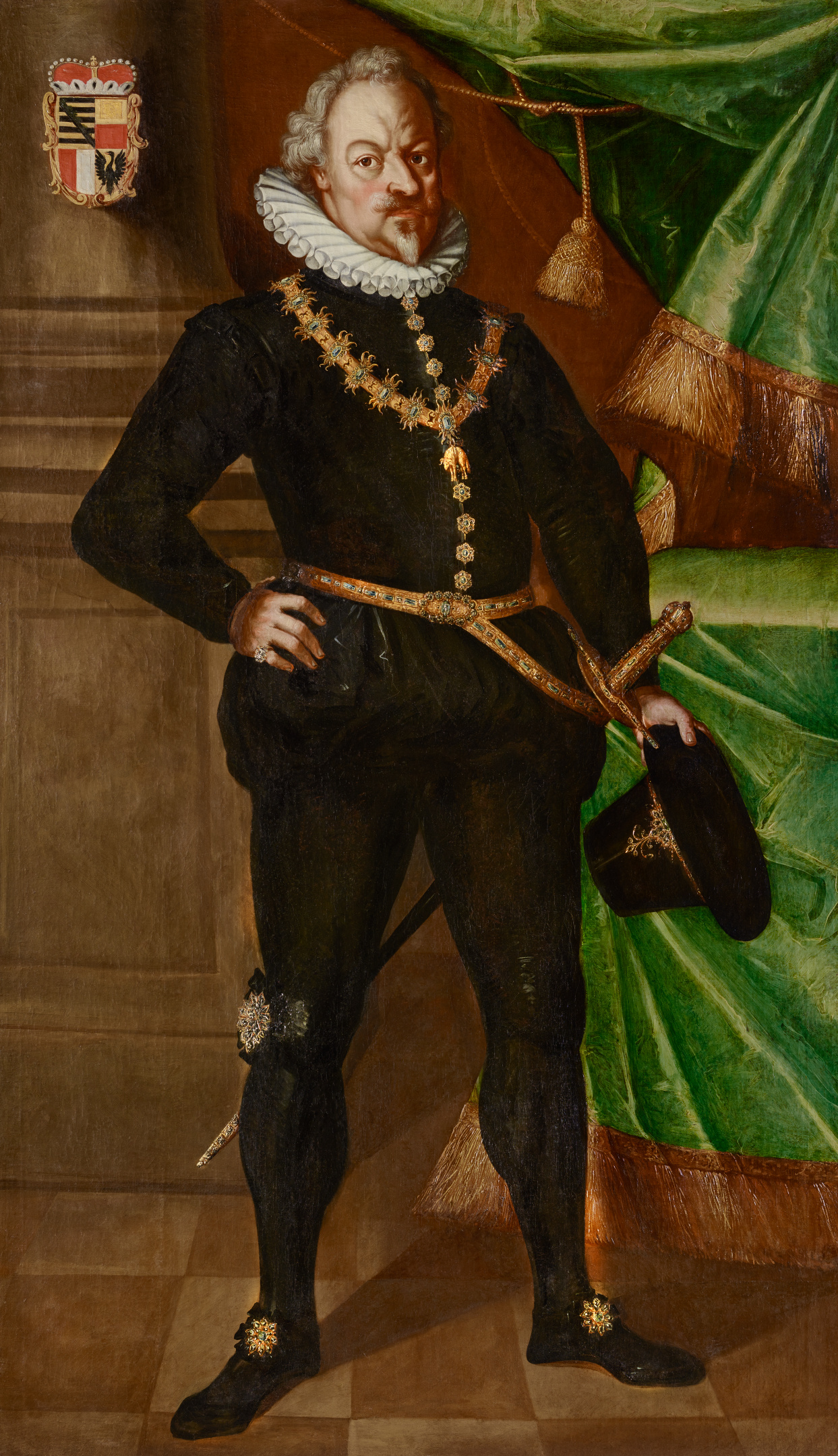
El príncipe Carlos de Liechtenstein se benefició económicamente por el fracaso de la revuelta bohemia, comprando territorios confiscados con moneda que él acuñaba.

El 5 de abril de 1623, el Emperador partió a Praga desde Ratisbona, viajando a través del Alto Palatinado. Las tropas de Tilly habían recibido licencia para saquear, como parte de su paga, e incluso había irrumpido en hospitales, ayudando a esparcir la plaga por la campiña. Aunque Bohemia había estado en relativa paz desde hace dos años, la situación de sus campesinos no era significativamente mejor, por ejemplo, Moravia había estado siendo resguardada por cosacos polacos, cuyas acciones habían causado una hambruna en la región.
El principal motivo de la visita de Fernando no era mejorar la situación de sus súbditos, por el contrario, su objetivo era extraer más dinero de ellos. El otoño pasado, había ordenado que todas las tierras de las familias que participaron en la revuelta fueran confiscadas total o parcialmente, y ahora deseaba monitorear que su orden se estuviera llevando a cabo. En total, 680 familias nobles fueron afectadas en Bohemia, perdiéndolo todo 166 de ellas; fue la mayor confiscación de tierras en Europa hasta 1945, cuando llegaron los nuevos Estados socialistas de la Guerra Fría. El Emperador prefirió utilizar estas tierras para pagar a aquellos que le fueron fiel en la revuelta, conservando tan solo un 1.6% del total; este uso explica porque familias germanas, españolas, italianas y belgas recibieron territorios en Bohemia. A algunas familias les pagó por los territorios confiscados, convirtiéndose en una expropiación, pero para ese momento, la inflación había disminuido considerablemente el valor real pagado.
La guerra había iniciado una espiral inflacionaria en el sur del Imperio que no fue mitigada por sus gobernantes: ansioso por pagar sus deudas, el Emperador contrató acuñadores, reduciendo la cantidad de plata para poder producir más monedas, y congelando los precios de los alimentos para prevenir la inflación. Uno de los contratados, Carlos de Liechtenstein empezó a acuñar monedas con aún menor cantidad de plata, con el único objetivo aparente de enriquecerse; se estima que en total produjeron 29.6 millones de florines adulterados, entregando solamente 6 millones a la tesorería de Fernando. El resultado fue contraproducente, muy pronto, la gente dejó de utilizar el dinero y recurrió al intercambio de bienes para comerciar; los nobles, incluyendo a Liechtenstein, empezaron a comprar las tierras confiscadas cuando salieron a la venta en septiemrbre de 1622, pero le pagaron a Fernando con su propia moneda devaluada; cuando los oficiales imperiales intentaron pagar a sus soldados con esta moneda, descubrieron que los campesinos no la aceptaban a cambio de comida. Al final, los únicos beneficiados por esta medida fueron los acuñadores, quienes ahora se contaban entre los más ricos de Europa. Consciente de lo poco efectivo de su medida, en enero de 1623, Fernando no renovó el contrato de los acuñadores y devaluó su moneda en un 87%, aunque la economía del Imperio dio muestras de recuperarse rápidamente, el reinicio de las hostilidades evitó que la misma fuera total y continua.
No obstante, la repartición de tierras entre los nobles leales al Emperador fue exitosa, uno de ellos resaltó llegando a controlar un cuarto de Bohemia, Albrecht von Wallenstein, sería una figura clave en la guerra de los Treinta Años, hasta su asesinato en 1634.

#### La supresión del protestantismo
Siguiendo su objetivo de formar un élite política católica, el Emperador empezó en diciembre de 1621 a tomar las iglesias y escuelas protestantes, entregándoselas a la Iglesia Católica. En 1623, se incluyó el catolicismo como requisito para adquirir la ciudadanía en Bohemia, y en 1627, se ordenó a todos los Protestantes que debían convertirse o emigrar en un período de seis meses. Se estima que unas 150 mil personas abandonaron Bohemia y Moravia entre 1598 y 1660 por motivos religiosos, la mayoría haciéndolo en los años 1620; entre los nobles, se contabilizaron 300 familias que emigraron de un total de 1.400.
La población en los territorios de los Habsburgo cayó un 7% en ese período, siendo los luteranos Sajonia y Hungría los principales destinos escogidos; en la primera, que recibió a la mitad de los exiliados bohemios, se les negó el asilo a los campesinos y pobres burgeses hasta inicios de los años 1630, y aún entonces, bajo ciertas restricciones. Estas restricciones no serían levantadas hasta finalizar la guerra de los Treinta Años en los años 1650, con el objetivo de facilitar la repoblación del Electorado.
La difícil situación de los exiliados bohemios, fue utilizada tanto por el rey de Dinamarca como por el de Suecia para justificar parcialmente sus respectivas intervenciones en el Imperio.
Maximiliano espero hasta 1628 hasta iniciar reformas similares en el Alto Palatinado, probablemente porque primero quería que los otros príncipes aceptarán sus nuevas adquisiciones. En todo caso, desde entonces, el Elector de Baviera fue aún más lejos que Fernando, emitiendo certificados de confesión, llevando un control de quienes atendían a misa, y finalmente, aboliendo los Estados palatinos en 1629. La parte del Bajo Palatinado que quedó en manos bávaras fue reformada levemente, y la mitad occidental del Bajo Palatinado, que había sido ocupada por España, no fue reformada en lo absoluto.

## Interpretación actual de la revuelta bohemia

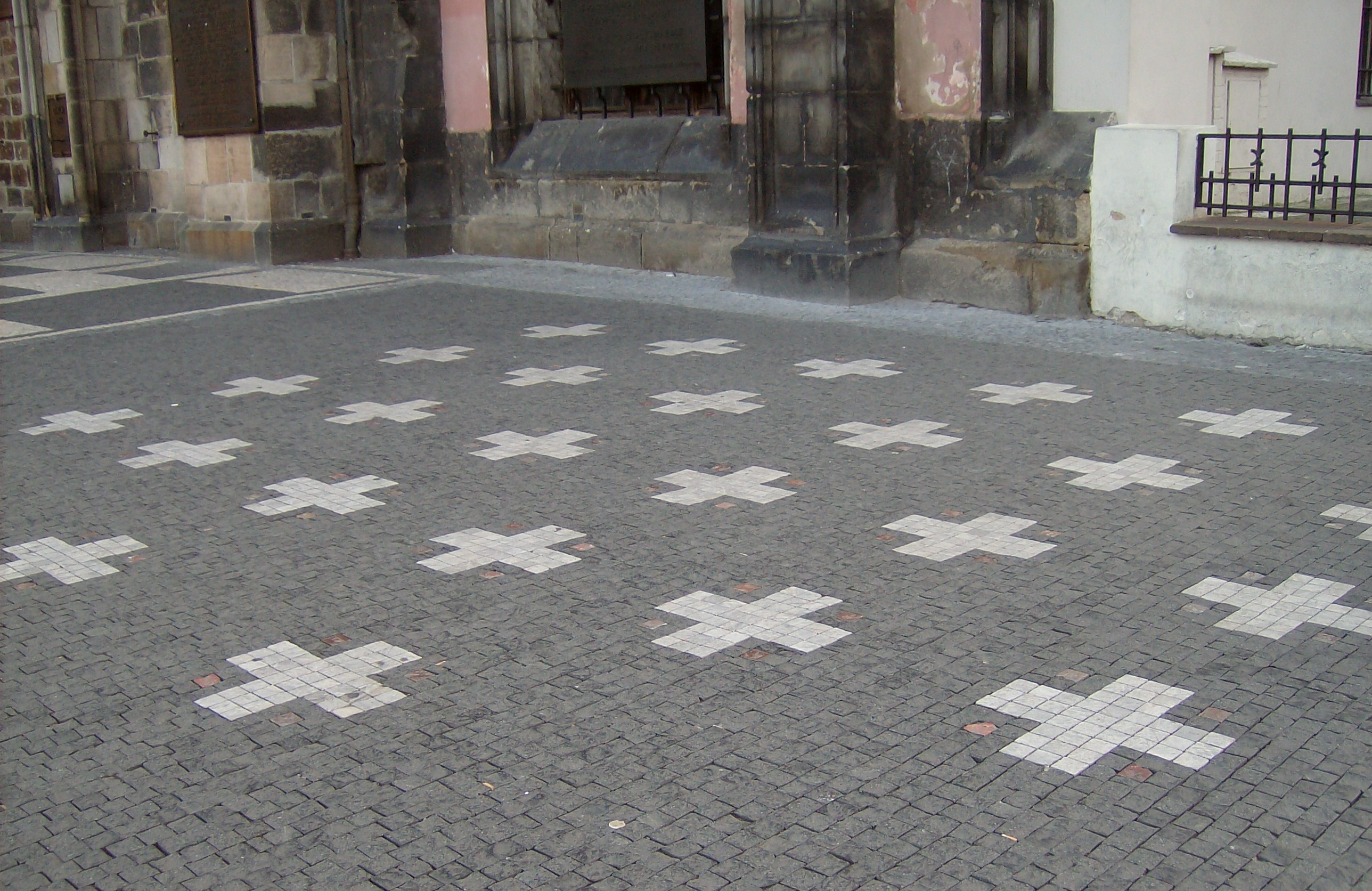
Veintisiete cruces existen en la actualidad en la Plaza de la Ciudad Vieja de Praga conmemorando las ejecuciones llevadas a cabo por los Habsburgo luego de la revuelta.

Durante siglos, la victoria de los Habsburgo en Bohemia fue vista como un paso importante en la consolidación de un Estado central, alejándose del caduco modelo feudal. Con el ascenso de los nacionalismos europeos en el siglo XIX, los checos empezaron a interpretar este episodio como el inicio de su decadencia cultural; este pensamiento estaba vigente al nacer Checoslovaquia, ya que el 3 de noviembre de 1918, al disolverse el Imperio Austro-Húngaro, una muchedumbre se reunió en el campo de batalla de Montaña Blanca a escuchar encendidos discursos independentistas, acto seguido, se dirigieron a la Plaza de la Ciudad Vieja de Praga, y derribaron una columna erigida en honor a la Virgen María en 1650; aunque erróneamente creyeron que la misma había sido levantada para conmemorar el aplastamiento de la revuelta bohemia, en realidad fue levantada para celebrar la victoria sobre Suecia en la Batalla de Praga de 1648, el espíritu nacionalista checo claramente interpretaba los eventos de 1620 como una desgracia nacional. Esta visión persiste aún en la actual República Checa.
Durante los años 1950, historiadores en la ahora república socialista de Checoslovaquia, disputaron esta interpretación; no obstante, en el mundo occidental no hubo acogida, principalmente porque fue asociada con la historiografía marxista propia del régimen de entonces, que pretendía simplificar el conflicto como una lucha por recursos de élites gobernantes.
En la actualidad, la revuelta bohemia es vista como una reacción al programa de estabilización del control que los Habsburgo ejercían sobre sus territorios, el hecho de que la mayoría de los beneficiados en la subsecuente repartición de tierras y territorios fueran católicos se debe a que Fernando identificaba la lealtad política de sus súbditos a la religión que estos profesaban. Menos interés tuvo el lenguaje que estos hablasen, sin que pueda encontrarse alguna diferencia en el trato que recibieron sus enemigos de habla germana que con los que hablaban otras lenguas. Justamente la falta de un espíritu nacional en la Confederación Bohemia fue una de las causas que explica de la rápida desmoralización de sus adherentes.
Ciertamente la insubordinación de las tropas rebeldes fue un elemento determinante en su derrota en Montaña Blanca, Anhalt señaló luego que la falta de pago había sido la causa de la primera. No obstante, luego de la batalla, cuando Bucquoy fue a saquear castillos de nobles bohemios, encontró grandes cantidades de táleros y florines que los líderes de la revuelta aparentemente fueron incapaces de extraer de sus dueños. La reluctancia de muchos aristócratas bohemios a involucrarse en la revuelta se puede comprender debido a que existían más diferencias que puntos en común entre ellos; no compartían un lenguaje común ya que en el Reino de Bohemia se hablaban cinco lenguas: checo, alemán, eslovaco, polaco y sorbio; tampoco se consideraban racialmente cercanos, llegando algunos rebeldes incluso a considerar que los checos de las provincias de Bohemia y de Moravia no tenían un origen común; finalmente, aunque todos eran Protestantes, no compartían la misma doctrina, y cuando el calvinista Federico inició un programa iconoclasta en Praga, generó rechazo incluso en los protestantes. Tomando esto en consideración, las interpretaciones de la revuelta como un movimiento nacionalista checo, son anacrónicas.
La Confederación Bohemia y su revuelta difícilmente pueden considerarse un avance hacia al republicanismo, que ya tenía un ejemplo contemporáneo en las Provincias Unidas; los rebeldes no se oponían a la existencia de un Rey, y defendían la servidumbre; además, marginalizaron del poder a las clases nobles más bajas, ignorando también a los burgueses y a los campesinos, excepto a la hora de cobrar impuestos. El corporativismo aristocrático que surgió en 1619 en Bohemia, fue una respuesta a la centralización de la administración que los Habsburgos impulsaron en sus territorios a través de la extracción regular de impuestos, utilizando el catolicismo como medida de lealtad entre sus súbditos, quienes eran recompensados con cargos públicos, cada vez más necesarios ante el empobrecimiento de varias casas nobles.